# Liste des Trésors nationaux du Japon (temples)
Pour les articles homonymes, voir Liste des Trésors nationaux du Japon.

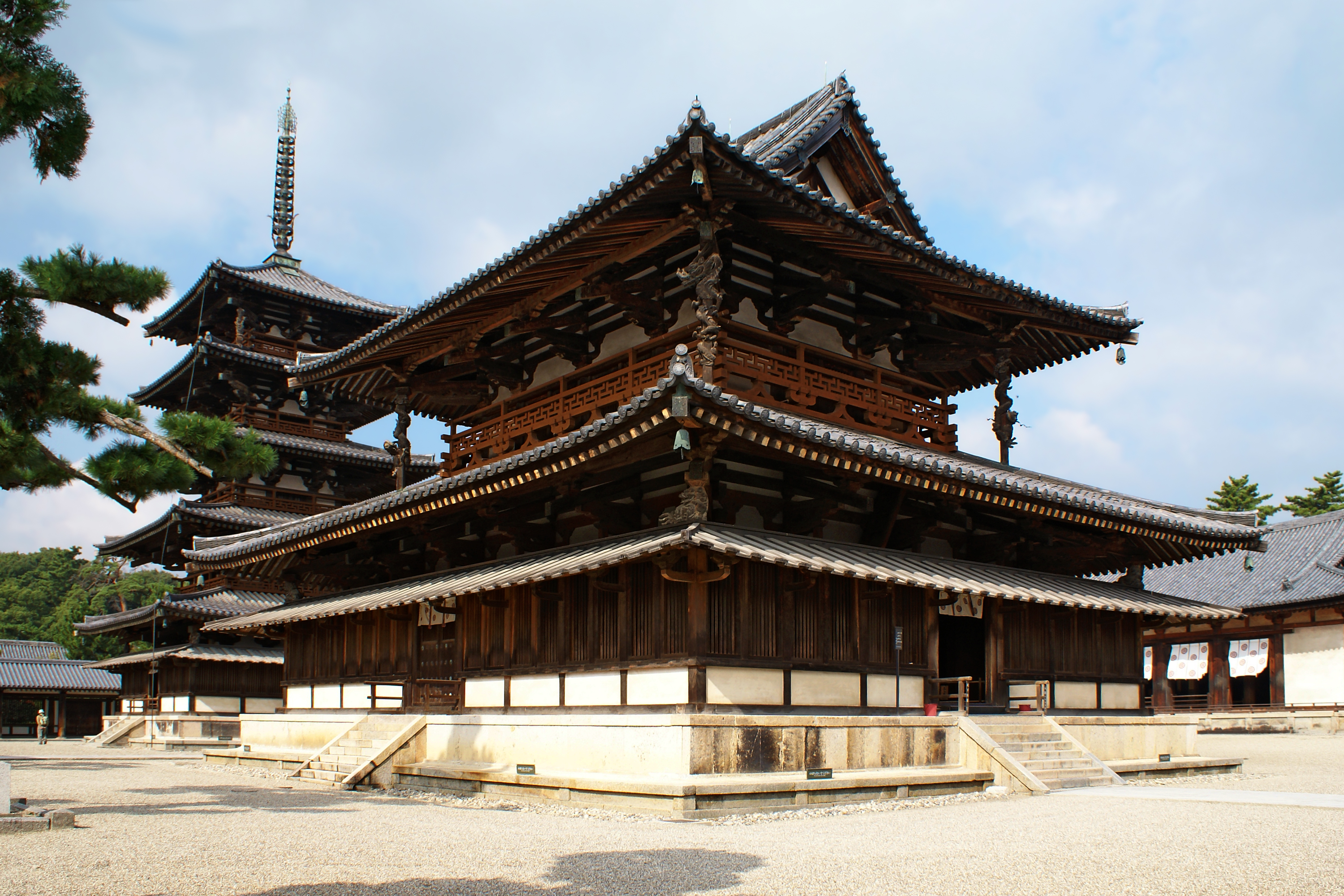
Kon-dō et pagode à quatre étages à Hōryū-ji, deux des plus anciennes structures en bois au monde, datant de 700 environ,.

Le terme « trésor national » est utilisé au Japon depuis 1897 pour désigner les biens les plus précieux du patrimoine culturel du Japon bien que la définition et les critères aient changé depuis la création du terme. Les bâtiments des temples bouddhistes de cette liste ont été classés Trésors nationaux du Japon quand la loi pour la protection des biens culturels est entrée en vigueur le 9 juin 1951. Les pièces sont choisies par le ministère de l'Éducation, de la Culture, des Sports, des Sciences et de la Technologie sur le fondement de leur « valeur artistique ou historique particulièrement élevée, ». Cette liste présente 152 entrées de bâtiments de temples Trésors nationaux de la fin du VIIe siècle classique (période Asuka) au début de l'époque d'Edo moderne du XIXe siècle. Le nombre d'édifices répertoriés dans cette liste est supérieur à 152, parce que, dans certains cas, des groupes de bâtiments liés entre eux sont réunis pour former une seule entrée. Les structures comprennent des bâtiments principaux tels que le kon-dō, le hon-dō, le butsuden, des pagodes, des portes, un beffroi (鐘楼, shōrō), des couloirs et d'autres bâtiments et édifices qui font partie d'un temple bouddhiste.

## Histoire des temples bouddhistes au Japon
Arrivé au Japon au milieu du VIe siècle, le bouddhisme est officiellement adopté à la suite de la bataille de Shigisan en 587, après quoi des temples bouddhistes commencent à être construits. Soga no Umako fonde Hōkō-ji, le premier temple du Japon, entre 588 et 596. Il est plus tard rebaptisé Asuka-dera pour Asuka, nom de la capitale où il est situé. Le prince Shōtoku, qui soutient activement le bouddhisme, ordonne la construction de Shitennō-ji à Osaka (593) et de Hōryū-ji près de son palais à Ikaruga (Nara) (achevé en 603). Au cours de la période ancienne, la disposition du temple est strictement prescrite et suit les styles du continent, avec une entrée principale orientée plein sud et la zone la plus sacrée entourée par une galerie couverte semi-fermée (kairō) accessible par une porte centrale (chūmon). L'enceinte sacrée contient une pagode, qui fait office de reliquaire pour les objets sacrés, et une salle des images (kon-dō). Le complexe peut disposer d'autres ouvrages tels qu'une salle de lecture (kō-dō), un shōrō (beffroi), un reposoir à sūtra (kyōzō), les quartiers des prêtres et des moines ainsi que des bains,. Le temple idéal est formé par sept structures dont l'ensemble s'appelle shichidō garan. Le bouddhisme et la construction de temples se propagent de la capitale vers les zones périphériques durant la période Hakuhō de 645 à 710. En raison des incendies, des tremblements de terre, des typhons et des guerres, peu d'anciens temples nous sont parvenus. L'un d'eux, Hōryū-ji, reconstruit après un incendie en 670, est le seul temple avec des structures du VIIe siècle qui sont les plus anciens bâtiments en bois existants au monde.
Contrairement aux premiers sanctuaires shinto, les premiers temples bouddhistes sont très ornementaux et strictement symétriques. Avec Hōryū-ji à partir de la fin du VIIe siècle, les bâtisseurs de temples commencent à se tourner vers des méthodes autochtones qui favorisent des plans au sol irréguliers lesquels aboutissent à un arrangement asymétrique des bâtiments, à l'utilisation accrue de matériaux naturels tels que l'écorce de cyprès au lieu de tuiles pour la toiture et à une sensibilisation accrue à l'environnement naturel avec l'installation de bâtiments parmi les arbres. Le shinbutsu shūgō (syncrétisme du shintoïsme et du bouddhisme) participe objectivement à cette modification de conception,,.
Durant la première moitié du VIIIe siècle, l'empereur Shōmu décrète la construction de temples et de sanctuaires dans chaque province et ordonne que le Tōdai-ji soit construit comme siège du réseau des temples,,. Inauguré en 752, le temple de tête est construit à une monumentale échelle avec deux pagodes à sept niveaux, chacune faisant environ 100 m de haut et un « grand temple de Bouddha » (daibutsuden) d'environ 80 × 70 m. À l'époque de Nara, le bouddhisme se caractérise par sept temples importants soutenus par l'État, appelés Nanto Shichidai-ji. Les structures octogonales telles que le « bâtiment des rêves » à Hōryū-ji construit comme salles mémoriales ou les entrepôts de Shōsō-in, font leur première apparition durant l'époque de Nara,. Les bâtiments des temples tels que les pagodes et les salles principales, voient leur taille considérablement augmenter à partir de la fin du VIe siècle. La pagode est déplacée vers un endroit plus périphérique et le système de toit à tasseaux se fait de plus en plus complexe à mesure que les toits s'agrandissent et s'alourdissent.
Le début de l'époque de Heian (IXe et Xe siècles) voit une évolution de style sous l'influence des sectes ésotériques Tendai et Shingon, implantées dans les régions montagneuses. Un style nouveau appelé wayō (和様) apparaît avec les caractéristiques suivantes : un bâtiment principal divisé en deux parties ; une zone extérieure pour les novices et une zone intérieure pour les initiés ; un toit en croupe et à pignon qui couvre les deux espaces ; un plancher surélevé en bois au lieu des planchers de tuiles ou de pierre des temples antérieurs ; des avant-toits étendus pour couvrir les marches du perron ; des couvertures de bardeaux ou d'écorce plutôt que de tuiles et une adaptation à l'environnement naturel à la différence des agencements symétriques,. Durant l'époque de Heian, ces sectes introduisent également le tahōtō, tour à deux niveaux à la ressemblance des stūpas indiens,. Selon une ancienne prophétie bouddhiste, le monde entrerait dans une période sombre en 1051. Pendant cette période, la secte Tendai croit que l'illumination n'est possible que par la vénération d'Amida Buddha. En conséquence, les salles du Paradis ou salles d'Amida, telles que le « bâtiment du Phénix » à Byōdō-in (1053), le bâtiment principal de Jōruri-ji (1157) ou le « bâtiment d'or » à Chūson-ji (1124), sont construites par la famille impériale ou des membres de l'aristocratie pour recréer sur Terre le paradis occidental d'Amida,,,,,,,.
Les bâtiments dans lesquels sont vénérées les neuf statues d'Amida sont populaires durant le XIIe siècle, à la fin de l'époque de Heian. Le bâtiment principal de Jōruri-ji est le seul exemple encore existant de ces salles,.
Les styles daibutsuyō et zenshūyō apparaissent à la fin du XIIe siècle ou au début du XIIIe siècle. Le daibutsu ou « style Grand Bouddha », introduit par le prêtre Chōgen, est basé sur l'architecture de la dynastie Song et représente l'antithèse du style wayō. Le nandaimon du Tōdai-ji et le hall Amida de Jōdo-ji sont les seuls exemples encore existants de ce style,,. Les caractéristiques de ce style sont des sols en terre, des toits aux pentes subtilement ondulées (mokoshi) et des toits principaux fortement recourbés, des fenêtres en ogive et des portes à panneaux,. Parmi les exemples de ce style, on compte le butsuden de Kōzan-ji à Shimonoseki, le shakadō de Zenpuku-in et la pagode octogonale à trois niveaux d'Anraku-ji. Les trois styles japonais, wayō, daibutsu et zen se combinent à l'époque de Muromachi pour donner naissance à un style éclectique représenté par le bâtiment principal de Kakurin-ji,. L'architecture bouddhiste japonaise atteint son apogée à la fin de l'époque de Muromachi (fin du XVIe siècle). Les méthodes de construction se sont perfectionnées et les types de bâtiments sont devenus conventionnels. Les premiers temples pré-modernes sont sauvés de la monotonie par des détails structuraux élaborés, l'emploi de pignons karahafu ondulés et par la taille monumentale des bâtiments. Le karamon du Hōgon-ji et le bâtiment principal de Kiyomizu-dera sont des exemples représentatifs de l'architecture de temples des époques Momoyama (1568-1603) et Edo (1603-1868).

## Statistiques

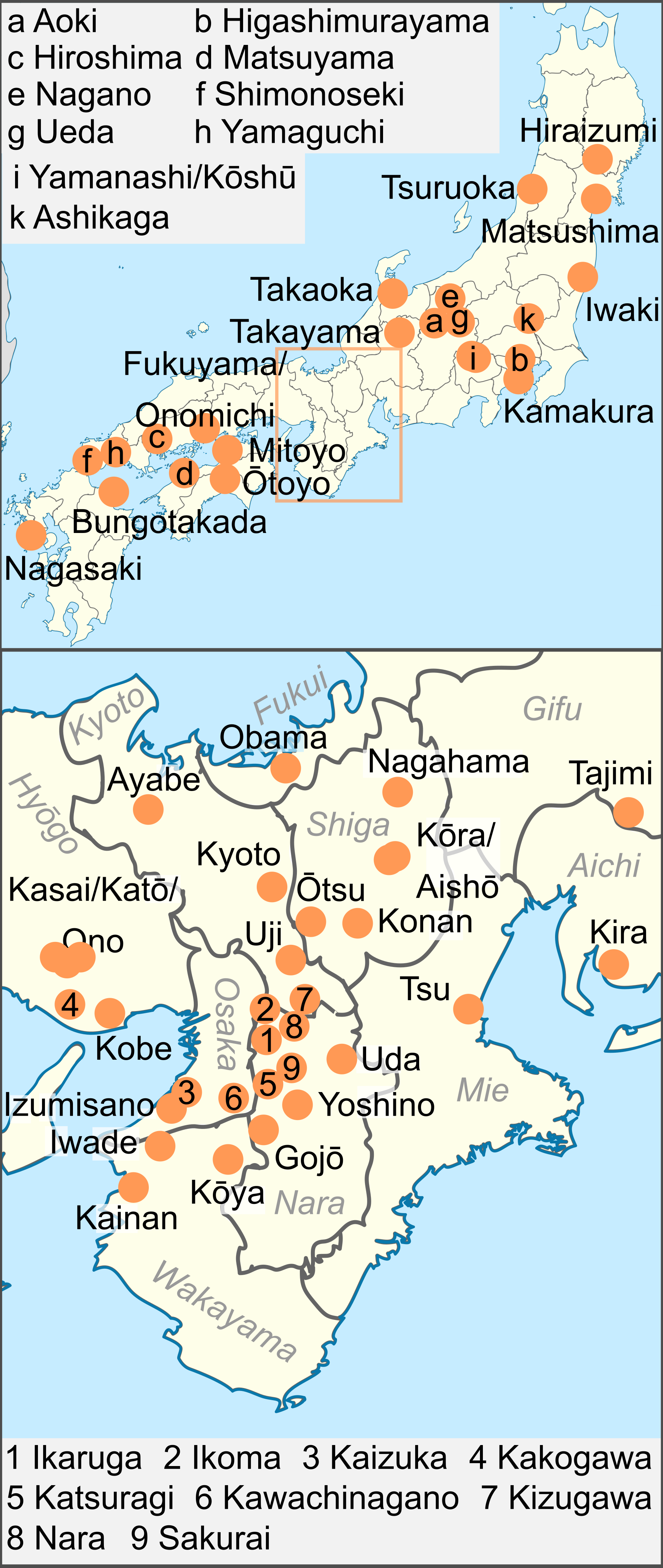
Villes possédant des Trésors nationaux dans la catégorie « temples »

| Époque                 | Trésors nationaux |
| ---------------------- | ----------------- |
| Période Asuka          | 5                 |
| Époque de Nara         | 20                |
| Époque de Heian        | 20                |
| Époque de Kamakura     | 53                |
| Époque Muromachi       | 30                |
| Époque Azuchi Momoyama | 11                |
| Époque d'Edo           | 13                |

| Préfecture | Ville           | Trésors nationaux |
| ---------- | --------------- | ----------------- |
| Aichi      | Kira            | 1                 |
| Ehime      | Matsuyama       | 3                 |
| Fukui      | Obama           | 2                 |
| Fukushima  | Iwaki           | 1                 |
| Gifu       | Tajimi          | 2                 |
| Gifu       | Takayama        | 1                 |
| Hiroshima  | Fukuyama        | 2                 |
| Hiroshima  | Hiroshima       | 1                 |
| Hiroshima  | Onomichi        | 3                 |
| Hyōgo      | Kakogawa        | 2                 |
| Hyōgo      | Kasai           | 1                 |
| Hyōgo      | Katō            | 1                 |
| Hyōgo      | Kobe            | 1                 |
| Hyōgo      | Ono             | 1                 |
| Iwate      | Hiraizumi       | 1                 |
| Kagawa     | Mitoyo          | 1                 |
| Kanagawa   | Kamakura        | 1                 |
| Kōchi      | Ōtoyo (Kōchi)   | 1                 |
| Kyoto      | Ayabe           | 1                 |
| Kyoto      | Kizugawa        | 3                 |
| Kyoto      | Kyoto           | 24                |
| Kyoto      | Uji             | 1                 |
| Miyagi     | Matsushima      | 2                 |
| Nagano     | Aoki            | 1                 |
| Nagano     | Nagano          | 1                 |
| Nagano     | Ueda            | 1                 |
| Nagasaki   | Nagasaki        | 2                 |
| Nara       | Gojō            | 1                 |
| Nara       | Ikaruga         | 19                |
| Nara       | Ikoma           | 1                 |
| Nara       | Katsuragi       | 3                 |
| Nara       | Nara            | 29                |
| Nara       | Sakurai         | 1                 |
| Nara       | Tenri           | 1                 |
| Nara       | Uda             | 3                 |
| Nara       | Yoshino         | 2                 |
| Ōita       | Bungotakada     | 1                 |
| Osaka      | Izumisano       | 1                 |
| Osaka      | Kaizuka         | 1                 |
| Osaka      | Kawachinagano   | 1                 |
| Shiga      | Aishō           | 1                 |
| Shiga      | Konan           | 4                 |
| Shiga      | Kōra            | 2                 |
| Shiga      | Nagahama        | 1                 |
| Shiga      | Ōtsu            | 4                 |
| Tokyo      | Higashimurayama | 1                 |
| Toyama     | Takaoka         | 1                 |
| Wakayama   | Iwade           | 1                 |
| Wakayama   | Kainan          | 4                 |
| Wakayama   | Kōya            | 2                 |
| Yamagata   | Tsuruoka        | 1                 |
| Yamaguchi  | Shimonoseki     | 1                 |
| Yamaguchi  | Yamaguchi       | 1                 |
| Yamanashi  | Kōshū           | 1                 |
| Yamanashi  | Yamanashi       | 1                 |

## Utilisation
Le tableau suivant donne un aperçu de ce qui est inclus dans la liste et comment s'effectue le classement.
- Nom : nom du bâtiment tel qu'enregistré dans la base des National Cultural Properties[5].
- Temple : nom du temple dans lequel se trouve le bâtiment.
- Remarques : architecture et remarques générales dont :
  - taille mesurée en ken ou distance entre piliers ; « m × n » indiquent la longueur (m) et la largeur (n) du bâtiment, chacune mesurée en ken ;
  - style architectural (zukuri) et type de couverture.
- Date : période et année ; les entrées de colonne classent par année. Si seulement une période est connue, elles trient par l'année de début de cette période.
- Emplacement : « nom de ville, nom de préfecture, géo-coordonnées de la structure » ; le tri des entrées de la colonne se fait par « nom de ville, nom de préfecture ».
- Images : image du bâtiment.

## Trésors
(Liste complète au 14 février 2010)
| Nom | Temple                                    | Remarques | Date                                                                                             | Emplacement                                           | Image |
| --- | ----------------------------------------- | --- | ------------------------------------------------------------------------------------------------ | ----------------------------------------------------- | --- |
| Bâtiment d'or (金色堂, konjikidō), | Chūson-ji                                 | 3 × 3, carré de 18 m, de plain-pied, style hōgyō, toit couvert de bardeaux en bois du type hongawara. | Fin de l'époque de Heian, 1124                                                                   | Hiraizumi 39° 00′ 04,9″ N, 141° 05′ 59,6″ E           | |
| Logements des prêtres (庫裏, kuri) et couloirs (廊下, rōka),                                                                                   | Zuigan-ji                                 | Kuri : 23,6 × 13,8 m, de plain-pied, style kirizuma, entrée aux extrémités des pignons, toit hongawarabuki Couloirs : entre kuri et bâtiment principal (hondō), longueur : 2 ken (hall d'entrée), 6 ken (couloir est), 11 ken (couloir central), 2 ken (couloir ouest) ; chacun fait 1 ken de large, de plain-pied, style irimoya | Époque Azuchi Momoyama, 1609                                                                     | Matsushima 38° 22′ 20″ N, 141° 03′ 36,8″ E            | Un bâtiment en bois avec des murs blancs et grand toit à pignon. |
| Bâtiment principal (本堂, hon-dō), | Zuigan-ji                                 | 13 × 8, 39 × 25,2 m, de plain-pied, style irimoya avec toit hongawarabuki et hall d'entrée joint | Époque Azuchi Momoyama, 1609                                                                     | Matsushima 38° 22′ 19,7″ N, 141° 03′ 34,4″ E          | Un bâtiment en bois avec plancher légèrement surélevé et portes coulissantes en bois. |
| Pagode à quatre étages (五重塔, gojūnotō), | Trois monts Dewa                          | 3 × 3, hauteur : 29 m, pagode à quatre étages, couverture en bardeaux de cyprès du Japon | Début de l'époque de Muromachi, 1372                                                             | Tsuruoka                                              | Une pagode à quatre étages en bois dans une forêt. |
| Ganjō-ji (白水阿弥陀堂) | Ganjō-ji                                  | 3 × 3, de plain-pied, style hōgyō, couverture en planches tochibuki,, bâtiment du temple contenant une image vénérée d'Amitabha | Fin de l'époque de Heian, 1160                                                                   | Iwaki 37° 02′ 11,42″ N, 140° 50′ 14,79″ E             | Un bâtiment en bois avec toit en forme de pyramide. Des drapeaux colorés sont suspendus autour des murs extérieurs.                                                                                     |
| Bâtiment de Jizō (地蔵堂, jizōdō), | Shōfuku-ji                                | 3 × 3, de plain-pied, style irimoya avec couverture de bardeaux de cyprès du Japon, avec toit ondulé entourant, couverture en tuiles de cuivre, le plus ancien bâtiment intact de Tokyo | Milieu de l'époque de Muromachi, 1407                                                            | Higashimurayama35° 45′ 50,81″ N, 139° 27′ 33,02″ E    | |
| Shariden (舎利殿) | Engaku-ji                                 | Bâtiment reliquaire de 3 × 3, de plain-pied, style irimoya avec toit ondulé entourant, couvert avec des bardeaux d'écorce de cyprès du Japon | Milieu de l'époque de Muromachi                                                                  | Kamakura35° 20′ 21,52″ N, 139° 32′ 56,24″ E           | Un bâtiment en bois derrière un mur couvert avec une petite porte de style chinois. |
| Bâtiment de Bouddha (仏殿, butsuden), | Zuiryū-ji (Toyama) (瑞龍寺)               | Bâtiment reliquaire de 3 × 3, de plain-pied, style irimoya avec toit ondulé entourant, couverture en plaques de plomb | Début de l'époque d'Edo, 1659                                                                    | Takaoka36° 44′ 08,12″ N, 137° 00′ 37,8″ E             | Wooden building with a metal plate covered roof and an enclosing pent roof giving it the appearance of a two-storied structure.                                                                         |
| Salle de lecture (法堂, hōdō, hattō), | Zuiryū-ji (Toyama) (瑞龍寺)               | Bâtiment principal du culte (11 × 9, style irimoya avec un auvent de 2 × 1 et un pignon karahafu de plain-pied, couverture en plaques de cuivre | Début de l'époque d'Edo, 1655                                                                    | Takaoka36° 44′ 08,48″ N, 137° 00′ 36,07″ E            | construction en bois avec un toit en croupe et à pignon et auvent attenant avec pignon de style chinois. De chaque côté, le bâtiment est relié à un couloir en bois.                                    |
| Sanmon (山門), | Zuiryū-ji (Toyama) (瑞龍寺)               | Porte à un étage 三間一戸 (sangen-ikko), style irimoya, couverture de bardeaux de cyprès du Japon comprend deux 3 × 1 cages d'escalier (山廊, sanrō) de chaque côté de la porte : de plain-pied, style kirizuma avec des bardeaux de cyprès du Japon | Fin de l'époque d'Edo, 1818                                                                      | Takaoka36° 44′ 08″ N, 137° 00′ 40,11″ E               | Porte en bois à deux étages avec un toit en croupe et à pignon et un passage dans la travée centrale.                                                                                                   |
| Pagode à deux étages (三重塔, sanjūnotō) | Myōtsū-ji (明通寺)                        | 3 × 3, pagode à deux étages, bardeaux d'écorce de cyprès du Japon | Début de l'époque de Kamakura, 1270                                                              | Obama (Fukui)35° 27′ 12,43″ N, 135° 48′ 15,5″ E       | Une pagode en bois à deux étages dans une forêt. |
| Bâtiment principal (本堂, hondō) | Myōtsū-ji (明通寺)                        | 5 × 6, de plain-pied, style irimoya avec un auvent de 1 ken, couverture de bardeaux d'écorce de cyprès du Japon | Début de l'époque de Kamakura, 1258                                                              | Obama (Fukui)35° 27′ 12,8″ N, 135° 48′ 16″ E          | Un bâtiment en bois avec plancher légèrement surélevé, un toit en croupe et à pignon et un auvent au-dessus des marches.                                                                                |
| Bâtiment de Bouddha (仏殿, butsuden) | Seihaku-ji                                | 3 × 3, de plain-pied, style irimoya avec toit ondulé entourant, couverture de bardeaux d'écorce de cyprès du Japon | Milieu de l'époque de Muromachi, 1415                                                            | Yamanashi35° 41′ 37,5″ N, 138° 42′ 28,94″ E           | Vue de face d'un bâtiment en bois avec toit en croupe et à pignon et un toit ondulé entourant. |
| Bâtiment de Yakushi (薬師堂, yakushidō) ou bâtiment principal (本堂, hondō),                                                                   | Daizen-ji (大善寺)                        | 5 × 5, de plain-pied, style yosemune,, couverture de bardeaux d'écorce de cyprès du Japon, caractéristique du style oriental japonais | Fin de l'époque de Kamakura, 1286                                                                | Kōshū35° 39′ 25,84″ N, 138° 44′ 34,86″ E              | Bâtiment en bois avec un toit en croupe et une véranda entourant sans mains courantes. |
| Pagode octogonale à deux étages (八角三重塔, hakkaku sanjūnotō),                                                                               | Anraku-ji                                 | Pagode octogonale à deux étages, le premier toit est un toit ondulé entourant, couverture en bardeaux de cyprès du Japon, seule pagode hexagonale encore existante au Japon | Fin de l'époque de Kamakura                                                                      | Ueda36° 21′ 08,62″ N, 138° 09′ 08,2″ E                | Pagode octogonale en bois à deux étages et un autre toit entourant ondulé. |
| Bâtiment principal (本堂, hondō), | Zenkō-ji                                  | 14 × 5, de plain-pied avec toit ondulé entourant, 撞木造 (shumoku-zukuri), entrée aux extrémités du pignon, l'auvent à l'avant fait 3 ken, pignon nokikarahafu, les auvents de chaque côté font 1 ken, la couverture est entièrement faite de bardeaux d'écorce de cyprès du Japon | Milieu de l'époque d'Edo, 1707                                                                   | Nagano36° 39′ 41,76″ N, 138° 11′ 15,68″ E             | |
| Pagode à trois étages (三重塔, sanjūnotō) | Daihō-ji (大法寺)                         | Pagode à trois étages (3 × 3), couverte de bardeaux d'écorce de cyprès du Japon | Début de l'époque de Muromachi, 1333                                                             | Aoki, Nagano 36° 22′ 56,54″ N, 138° 08′ 54,55″ E      | |
| Maison des Écritures (経蔵, kyōzō) | Ankoku-ji (Takayama) (安国寺)             | Entrepôt de sūtras bouddhistes, 1 × 1, de plain-pied, style irimoya avec toit ondulé entourant, couvert avec des bardeaux de cyprès du Japon, inclut une étagère à sūtras rotative (輪蔵, rinzō) octogonale | Milieu de l'époque de Muromachi, 1408                                                            | Takayama                                              | |
| Bâtiment de Kannon (観音堂, kannondō) | Eihō-ji                                   | 3 × 3, de plain-pied, style irimoya avec un toit ondulé, couverture de bardeaux d'écorce de cyprès du Japon | Début de l'époque de Muromachi                                                                   | Tajimi35° 20′ 47,08″ N, 137° 07′ 48,57″ E             | construction en bois avec un toit en croupe et à pignon et une enceinte de toit ondulé. |
| Bâtiment du fondateur (開山堂, kaisandō), | Eihō-ji                                   | Bâtiment du culte (外陣, gejin) 3 × 3 et sanctuaire intérieur (内陣, naijin) 1 × 1 relié par un passage intermédiaire (相の間, ai no ma). Tous les bâtiments sont de plain-pied, style irimoya avec une couverture d'écorce de cyprès du Japon. Le naijin est entouré d'un toit ondulé | Début de l'époque de Muromachi                                                                   | Tajimi35° 20′ 46,12″ N, 137° 07′ 45,08″ E             | Petit bâtiment en bois avec des murs blancs et le toit en croupe et à pignon relié à une autre structure en bois à l'arrière.                                                                           |
| Bâtiment d'Amida (弥陀堂, amidadō) | Konren-ji (金蓮寺)                        | 3 × 3, de plain-pied, style yosemune, couverture en écorce de cyprès du Japon | Fin de l'époque de Kamakura                                                                      | Kira, Aichi                                           | Un bâtiment en bois avec une grande véranda à l'avant. |
| Bâtiment d'or (金堂, kon-dō), | Mii-dera                                  | 7 × 7, de plain-pied, style irimoya avec un auvent de 3 ken, couverture en écorce de cyprès du Japon | Époque Azuchi Momoyama, 1599                                                                     | Ōtsu 35° 00′ 48,25″ N, 135° 51′ 10,3″ E               | Construction en bois avec plancher surélevé, une véranda à claire-voie et des escaliers couverts menant à l'entrée centrale.                                                                            |
| Konpon-chūdō (根本中堂), | Enryaku-ji                                | 11 × 6, 37,6 × 23,9 m, de plain-pied, style irimoya, feuilles de cuivre sur planches en bois semi-circulaires couvrant les joints ; bâtiment principal construit en 788 par Saicho Daishi avec une « lumière Dharma inextinguible » allumée à l'intérieur devant le Nyorai Yakushi (Bouddha médecin). Fait partie du patrimoine mondial au titre des monuments historiques de l'ancienne Kyoto | Début de l'époque d'Edo, 1640                                                                    | Ōtsu35° 04′ 13,64″ N, 135° 50′ 27,39″ E               | Un bâtiment avec toit en croupe et à pignon à l'intérieur d'une importante enceinte couverte. |
| Bâtiment principal (本堂, hondō), | Kongōrin-ji (金剛輪寺)                    | 7 × 7, de plain-pied, style irimoya avec couverture en bardeaux d'écorce de cyprès du Japon | Début de l'époque de Muromachi                                                                   | Aishō, Shiga 35° 09′ 40,57″ N, 136° 16′ 58,95″ E      | Construction en bois avec toit en croupe et à pignon, murs blancs poutres en bois légèrement colorées.                                                                                                  |
| Pagode à deux étages (三重塔, sanjūnotō), | Jōraku-ji (常楽寺)                        | 3 × 3, pagode à deux étages, toit hongawarabuki | Milieu de l'époque de Muromachi, 1400                                                            | Konan (Shiga) 34° 59′ 25,09″ N, 136° 02′ 57,22″ E     | Pagode en bois à deux étages au sommet d'un long escalier. |
| Bâtiment principal (本堂, hondō), | Jōraku-ji (常楽寺)                        | 7 × 6, de plain-pied, style irimoya avec un auvent de 3 ken et une couverture en écorce de cyprès du Japon | Début de l'époque de Muromachi, 1360                                                             | Konan (Shiga) 34° 59′ 24,48″ N, 136° 02′ 54,7″ E      | Construction en bois avec plancher légèrement surélevé, un auvent et une véranda à claire-voie. |
| Pagode à deux étages (三重塔, sanjūnotō), | Saimyō-ji (Kōra) (西明寺)                 | Pagode à deux étages (3 × 3), couverture de bardeaux d'écorce de cyprès du Japon | Fin de l'époque de Kamakura                                                                      | Kōra, Shiga 35° 10′ 58,83″ N, 136° 17′ 06,82″ E       | |
| Bâtiment principal (本堂, hondō), | Saimyō-ji (Kōra) (西明寺)                 | 7 × 7, de plain-pied, style irimoya avec un auvent de 3 ken, couverture en bardeaux d'écorce de cyprès du Japon | Début de l'époque de Kamakura                                                                    | Kōra, Shiga 35° 10′ 59,63″ N, 136° 17′ 07,63″ E       | |
| Tahōtō (多宝塔), | Ishiyama-dera                             | Tour bouddhiste (3 × 3) à un étage avec toit recourbé, base carrée et sommet arrondi, couverture de bardeaux d'écorce de cyprès du Japon | Début de l'époque de Kamakura, 1194                                                              | Ōtsu34° 57′ 39,48″ N, 135° 54′ 21,43″ E               | Pagode en bois à un étage avec une assise carrée, un sommet arrondi et un toit en forme de pyramide. |
| Bâtiment principal (本堂, hon-dō) | Ishiyama-dera                             | Hon-dō : 7 × 4 Ai-no-ma : 1 × 7, bâtiment du culte (礼堂, rai-dō) : 9 × 4, style suspendu (懸造, kake-zukuri), rai-dō et hon-dō sont du style yosemune et reliés par le toit du ai-no-ma, chacune des trois structures est couverte de bardeaux d'écorce de cyprès du Japon | Fin de l'époque de Heian, 1096                                                                   | Ōtsu34° 57′ 37,66″ N, 135° 54′ 20,26″ E               | Un bâtiment en bois avec véranda entourant construit sur de grands piliers en bois. |
| Bâtiment principal (本堂, hondō), | Zensui-ji (善水寺)                        | 7 × 5, de plain-pied, style irimoya, couverture en bardeaux d'écorce de cyprès du Japon | Début de l'époque de Muromachi, 1366                                                             | Konan (Shiga)35° 00′ 23,2″ N, 136° 06′ 45,2″ E        | construction en bois avec un toit en croupe et à pignon et une véranda entourant. |
| Bâtiment principal (本堂, hondō), | Chōju-ji (Shiga)] (長寿寺)                | 5 × 5, de plain-pied, style yosemune avec un auvent de 3 ken, couverture en bardeaux d'écorce de cyprès du Japon | Début de l'époque de Kamakura                                                                    | Konan (Shiga)34° 59′ 07,17″ N, 136° 03′ 35,62″ E      | Bâtiment en bois avec un toit en croupe, le plancher légèrement surélevé, une véranda et enfermant un large escalier central à l'avant.                                                                 |
| Karamon (唐門), | Hōgon-ji (宝厳寺)                         | Porte à quatre pieds avec pignons karahafu au-dessus de l'entrée avant et arrière, 3,3 × 6,1 m, couverture en bardeaux d'écorce de cyprès du Japon ; entrée de la salle Kannon | Époque Azuchi Momoyama, 1603                                                                     | Nagahama 35° 25′ 14,04″ N, 136° 08′ 37,63″ E          | Un portail avec un grand pignon de style vallonné chinois sur l'entrée. |
| Pagode à quatre étages (五重塔, gojūnotō) | Kaijūsen-ji (海住山寺)                    | Pagode à quatre étages (3 × 3), toit hongawarabuki, le premier toit est un toit ondulé entourant avec couverture en tuiles de cuivre | Début de l'époque de Kamakura, 1214                                                              | Kizugawa 34° 46′ 36,33″ N, 135° 51′ 43,33″ E          | Une pagode à quatre étages avec poutres rouges vermillon et toit vert. Juste au-dessous du toit du premier étage il y a un toit supplémentaire ondulé.                                                  |
| Bâtiment d'or (金堂, kon-dō), | Tō-ji                                     | 5 × 3, de plain-pied, style irimoya avec toit ondulé entouranttoit hongawarabuki, fait partie du patrimoine mondial au titre des monuments historiques de l'ancienne Kyoto | Époque Azuchi Momoyama, 1603                                                                     | Kyoto34° 58′ 49,32″ N, 135° 44′ 51,67″ E              | Grand bâtiment en bois avec un toit en croupe et à pignon et toit entourant ondulé. |
| Pagode à quatre étages (五重塔, gojūnotō) | Tō-ji                                     | Pagode à quatre étages (3 × 3), toit hongawarabuki, plus haute pagode en bois du Japon avec 54,8 m, fait partie du patrimoine mondial au titre des monuments historiques de l'ancienne Kyoto | Début de l'époque d'Edo, 1643                                                                    | Kyoto34° 58′ 47,59″ N, 135° 44′ 55,34″ E              | |
| Bâtiment de Daishi (大師堂, daishidō) ou bâtiment de Miei (御影堂, mieidō) (section ouest) : 後堂 (ushiro-dō), 前堂 (mae-dō) et 中門 (chūmon), | Tō-ji                                     | Ushiro-dō : 7 × 4, style irimoya 2 ken hisashi à l'extrémité nord-ouest, auvent de 1 ken du côté est mae-dō (4 × 5), côté nord de style irimoya, relié au ushiro-dō au sud chūmon : 2 × 1, côté ouest style kirizuma relié au mae-dō à l'est, les trois structures sont de plain-pied. Fait partie du patrimoine mondial au titre des monuments historiques de l'ancienne Kyoto | Début de l'époque de Muromachi, 1380                                                             | Kyoto34° 58′ 53,91″ N, 135° 44′ 48,45″ E              | Construction en bois avec véranda à claire-voie, des murs blancs et un toit en croupe et à pignon. |
| Porte de la fleur de lotus (蓮花門, rengemon)                                                                                                  | Tō-ji                                     | Porte à huit jambes, style kirizuma, toit hongawarabuki, fait partie du patrimoine mondial au titre des monuments historiques de l'ancienne Kyoto | Début de l'époque de Kamakura                                                                    | Kyoto34° 58′ 50,44″ N, 135° 44′ 46,73″ E              | Porte en bois avec toit à pignon et des murs blancs au-delà d'un étang. |
| Niōmon (二王門, niōmon) | Kōmyō-ji (Ayabe) (光明寺)                 | Porte à un étage 三間一戸 (sangen-ikko), style irimoya, couverture en planches tochibuki | Début de l'époque de Kamakura, 1248                                                              | Ayabe                                                 | Une porte à un étages avec poutres vermillon poutres. |
| Bâtiment principal Keigū-in (桂宮院本堂, keigu-in hondō),                                                                                      | Kōryū-ji                                  | Bâtiment octogonal, de plain-pied, couverture en bardeaux d'écorce de cyprès du Japon | . Début de l'époque de Kamakura, avant 1251                                                      | Kyoto 35° 00′ 54,1″ N, 135° 42′ 19,53″ E              | |
| Sekisui-in (石水院) | Kōzan-ji                                  | (3 (avant) ou 4 (arrière)) ×3, avec un hisashi de 1 ken sur le côté avant, de plain-pied, style irimoya, entrée aux extrémités du pignon, couverture en bardeaux de cyprès du Japon | Début de l'époque de Kamakura                                                                    | Kyoto35° 03′ 36,48″ N, 135° 40′ 42,72″ E              | Chambre avec plancher en bois ouvert sur deux côtés. Il y a une petite statue placée dans le centre de la pièce.                                                                                        |
| Pagode à deux étages (三重塔, sanjūnotō) | Jōruri-ji                                 | Pagode à deux étages (3 × 3), couverture en bardeaux d'écorce de cyprès du Japon | Fin de l'époque de Heian, avant 1178                                                             | Kizugawa34° 42′ 56,34″ N, 135° 52′ 24,94″ E           | Pagode en bois avec des murs blancs et poutres rouges vermillon. |
| Bâtiment principal (本堂, hondō), | Jōruri-ji                                 | 11 × 4, 33,8 × 16,5 m, style yosemune avec un auvent de 1 ken, toit hongawarabuki | Fin de l'époque de Heian, 1157                                                                   | Kizugawa34° 42′ 56,81″ N, 135° 52′ 21,49″ E           | Bâtiment bas et large avec un toit en croupe, murs blancs, au-delà d'un lac. |
| Bâtiment d'or (金堂, Kon-dō) | Ninna-ji                                  | 7 × 5, de plain-pied, style irimoya avec un auvent de 1 ken, toit hongawarabuki, fait partie du patrimoine mondial au titre des monuments historiques de l'ancienne Kyoto | Époque Azuchi Momoyama, 1613                                                                     | Kyoto35° 01′ 51,88″ N, 135° 42′ 49,72″ E              | Bâtiment en bois avec un toit en croupe et à pignon, une véranda et ornements métalliques enfermant. |
| hon-dō (本堂), | Kiyomizu-dera                             | 9 × 7, 33,5 × 33,2 m, de plain-pied, style yosemune, toit ondulé entourant à l'est, au nord et à l'ouest, couverture en bardeaux d'écorce de cyprès du Japon, le temple fait partie du patrimoine mondial au titre des monuments historiques de l'ancienne Kyoto | Début de l'époque d'Edo, 1633                                                                    | Kyoto34° 59′ 41,4″ N, 135° 47′ 05,83″ E               | Bâtiment en bois avec toit en croupe large construit sur de longues perches. |
| Bâtiment principal (本堂, hon-dō), | Daisen-in (Daitoku-ji)                    | 14,8 × 10,8 m, de plain-pied, style irimoya, couverture en tuiles de cuivre | Fin de l'époque de Muromachi, 1513                                                               | Kyoto 35° 02′ 40,37″ N, 135° 44′ 44,72″ E             | Un mur avec fenêtre et un jardin de pierre ratissé. |
| Hōjō (方丈) avec entrée (玄関, genkan), | Ryōgen-in (Daitoku-ji)                    | Hōjō : 29,8 × 17 m, de plain-pied, style irimoya, toit en tuiles sangawarabuki relié au (雲門庵) à l'arrière ; Entrée : 6 × 1, de plain-pied, pignon karahafu, toit en tuile sangawarabuki , résidence du prêtre en chef. Le bâtiment de méditation Hōjō a été construit en 1502. | Début de l'époque d'Edo, 1635, (entrée de 1636)                                                  | Kyoto 35° 02′ 31,58″ N, 135° 44′ 45,7″ E              | Une véranda couverte entourant d'un bâtiment en bois avec des murs blancs. |
| Karamon (唐門) | Daitoku-ji                                | Porte à quatre jambes, style kirizuma avec pignon nokikarahafu à l'avant et à l'arrière, couverture en bardeaux d'écorce de cyprès du Japon | Époque Azuchi Momoyama                                                                           | Kyoto 35° 02′ 37,51″ N, 135° 44′ 47,14″ E             | |
| Bâtiment principal (本堂, hondō)ou Senbon Shakadō (千本釈迦堂),                                                                                | Daihōon-ji                                | 5 × 6, de plain-pied, style irimoya avec un auvent de 1 ken, couverture en bardeaux d'écorce de cyprès du Japon | Début de l'époque de Kamakura, 1227                                                              | Kyoto 35° 01′ 54,68″ N, 135° 44′ 23,44″ E             | Bâtiment en bois avec un auvent. |
| Bâtiment d'or (金堂, kondō), | Daigo-ji                                  | 7 × 5, de plain-pied, style irimoya, toit hongawarabuki, bâtiment principal déplacé de Yuasa, préfecture de Wakayama, complété en 1600. Fait partie du patrimoine mondial au titre des monuments historiques de l'ancienne Kyoto | Fin de l'époque de Heian                                                                         | Kyoto34° 57′ 05,33″ N, 135° 49′ 18,29″ E              | Bâtiment en bois avec toit en croupe et à pignon, murs blancs, poutres rouges vermillon et une véranda ouverte.                                                                                         |
| Pagode à quatre étages (五重塔, gojūnotō), | Daigo-ji                                  | 3 × 3, pagode à quatre étages, hauteur : 38 m y compris l’amortissement de 13 m, toit hongawarabuki, fait partie du patrimoine mondial au titre des monuments historiques de l'ancienne Kyoto | Milieu de l'époque de Heian, 952                                                                 | Kyoto34° 57′ 02,1″ N, 135° 49′ 19,67″ E               | Pagode en bois à quatre étages avec des murs blancs et des poutres rouges vermillon. |
| Bâtiment de Yakushi (薬師堂, yakushidō) | Daigo-ji (Upper Daigo (上醍醐, kamidaigo) | 5 × 4, de plain-pied, style irimoya, couverture en bardeaux d'écorce de cyprès du Japon, fait partie du patrimoine mondial au titre des monuments historiques de l'ancienne Kyoto | Fin de l'époque de Heian, 1121                                                                   | Kyoto 34° 56′ 44,25″ N, 135° 50′ 19,46″ E             | Bâtiment en bois sur une plate-forme en pierre avec des murs blancs. |
| Sanmon (三門), | Chion-in                                  | large de 5 ken ou 50 m de large, porte à un étage haute de 24 m avec entrées dans les trois baies centrales, style irimoya, toit hongawarabuki comprend deux petits édifices à escalier (山廊, sanrō) (3 × 2) de chaque côté de la porte : de plain-pied, style kirizuma avec un toit hongawarabuki ; plus grande porte à un étage et deux toits encore existante | Début de l'époque d'Edo, 1621                                                                    | Kyoto35° 00′ 17,28″ N, 135° 46′ 54,5″ E               | A large two-storied wooden gate with a veranda on the upper story and a hip-and-gable style roof. A small wooden building with gabled roof is placed next to it.                                        |
| Bâtiment principal (本堂, hondō) ou Miei Hall (御影堂, mieidō),                                                                                | Chion-in                                  | 11 × 9, de plain-pied, style irimoya avec un auvent de 5 ken à l'avant et un auvent de 3 ken à l'arrière | Début de l'époque d'Edo, 1639                                                                    | Kyoto 35° 00′ 18,86″ N, 135° 47′ 00,19″ E             | Grand bâtiment en bois avec plancher surélevé, véranda entourant, murs blancs et un toit en croupe et à pignon.                                                                                         |
| Sanmon (三門) | Tōfuku-ji                                 | large 5 ken, haute porte à un étage de 22 m avec des entrées dans les trois baies centrales, style irimoya avec un toit hongawarabuki Comprend deux cages d'escaliers (山廊, sanrō) de chaque côté de la porte, de plain-pied, style kirizuma avec un toit hongawarabuki, plus ancienne porte zen au Japon | Milieu de l'époque de Muromachi, 1405                                                            | Kyoto 34° 58′ 32,53″ N, 135° 46′ 25,47″ E             | A large two-storied wooden gate with white walls, a veranda on the upper story and a hip-and-gable style roof. Two small wooden open structures with gabled roofs are placed next to it on either side. |
| Hōjō (方丈) | Nanzen-ji                                 | 大方丈 (ōhōjō) : style irimoya 小方 丈 (ōhōjō) : côté arrière de style kirizuma pignon, l'avant est relié au ōhōjō, les deux édifices sont de plain-pied et couverts en bardeaux d'écorce de cyprès du Japon ; résidence du prêtre en chef | Milieu de l'époque Azuchi Momoyama, 1573-1591                                                    | Kyoto 35° 00′ 41,09″ N, 135° 47′ 40,06″ E             | Un bâtiment en bois avec véranda couverte à côté d'un jardin de gravier ratissé. |
| Bâtiment du phénix (鳳凰堂, hōōdō) : bâtiment central (中堂, chū-dō), couloirs d'ailes (両翼廊, ryōyokurō), (尾廊),                            | Byōdō-in                                  | Bâtiment central (3 × 2), de plain-pied, style irimoya avec un toit entourant ondulé, toit hongawarabuki couloirs d'aile : 8 × 1 (avec virages), de plain-pied avec sol surélevé, style kirizuma, les tours d'angle sont à un étages avec trois niveaux, style hōgyōavec un toit hongawarabuki 尾 廊: 7 × 1, de plain-pied, style kirizuma avec toit hongawarabuki , principal bâtiment du temple, représenté sur la pièce de 10 yens, fait partie du patrimoine mondial au titre des monuments historiques de l'ancienne Kyoto | Milieu de l'époque de Heian, 1053                                                                | Uji34° 53′ 21,49″ N, 135° 48′ 27,6″ E                 | Wide wooden building on an island consisting of a central structure connected on either side to open corridors with towers at the end.                                                                  |
| Bâtiment d'Amida (阿弥陀堂, amidadō) | Hōkai-ji (法界寺)                         | 5 × 5, de plain-pied, style irimoya avec toit ondulé entourant, style hōgyō, couverture en bardeaux d'écorce de cyprès du Japon | Début de l'époque de Kamakura                                                                    | Kyoto 34° 56′ 02,91″ N, 135° 48′ 53,61″ E             | Wooden building with slightly raised floor, an open veranda and a pyramid shaped roof. |
| Karamon (唐門) | Nishi-Hongan-ji                           | Porte à quatre jambes avec pignons karahafu à l'avant et à l'arrière, côtés de style irimoya, couverture en bardeaux d'écorce de cyprès du Japon, fait partie du patrimoine mondial au titre des monuments historiques de l'ancienne Kyoto | Époque Azuchi Momoyama, 1573-1614                                                                | Kyoto 34° 59′ 25,31″ N, 135° 45′ 03,93″ E             | Porte noir en bois avec des ornements colorés et un pignon de style chinois à l'avant. |
| Logements des prêtres (庫裏, kuri) | Myōhō-in (妙法院)                         | 21,8 × 23,7 m, de plain-pied, style irimoya avec entrée aux extrémités à pignon, 1 ken entrance hall avec pignon karahafu et toit hongawarabuki hisashi au nord | Époque Azuchi Momoyama, 1573-1614                                                                | Kyoto 34° 59′ 25,41″ N, 135° 46′ 30,71″ E             | Wooden building with white walls and hip-and-gable style roof. |
| Hōjō (方丈), | Ryōginan (竜吟庵) (Tōfuku-ji)             | 16,5 × 12,9 m, de plain-pied, style irimoya, couverture en bardeaux d'écorce de cyprès du Japon, résidence du prêtre en chef | Début de l'époque de Muromachi, 1387                                                             | Kyoto 34° 58′ 38,79″ N, 135° 46′ 29,44″ E             | Wooden building with an open veranda next to a raked gravel garden. |
| Bâtiment principal (本堂, hondō), | Sanjūsangen-dō                            | 35 × 5, de plain-pied, style kirizuma avec un auvent de 7 ken et un toit hongawarabuki | Époque de Kamakura, 1266                                                                         | Kyoto34° 59′ 16,12″ N, 135° 46′ 18,15″ E              | A very long wooden building with open veranda and slightly raised roof. |
| Bâtiment d'or (金堂, kondō), | Kanshin-ji (観心寺)                       | 7 × 7, de plain-pied, style irimoya avec un auvent de 3 ken et un toit hongawarabuki ; bâtiment principal | Début de l'époque de Muromachi, ère Shōhei                                                       | Kawachinagano 34° 26′ 14,48″ N, 135° 35′ 54,8″ E      | Wooden building with raised floor, white walls, vermillion red beams, an open veranda and a hip-and-gable roof.                                                                                         |
| Bâtiment de Kannon (観音堂, kannondō) | Kōon-ji (孝恩寺)                          | 5 × 5, de plain-pied, style yosemune avec toit hongawarabuki | Fin de l'époque de Kamakura, 1300                                                                | Kaizuka 34° 23′ 49,85″ N, 135° 23′ 40,21″ E           | Wooden building with raised floor, white walls and a tile roof. |
| Tahōtō (多宝塔), | Jigen-in (慈眼院)                         | 3 × 3, tour bouddhiste à un étage (tahōtō), couverture en bardeaux d'écorce de cyprès du Japon | Début de l'époque de Kamakura, 1271                                                              | Izumisano                                             | Two-storied wooden pagoda with a square lower and a round upper floor. |
| Pagode à deux étages (三重塔, sanjūnotō) | Ichijō-ji                                 | 3 × 3, pagode à deux étages et toit hongawarabuki | Fin de l'époque de Heian, 1171                                                                   | Kasai (Hyōgo)34° 51′ 32,28″ N, 134° 49′ 08,46″ E      | Three-storied wooden pagoda on a hillside. |
| Bâtiment de Jōdo (浄土堂, jōdodō) ou Amida Hall (阿弥陀堂, amidadō),                                                                           | Jōdo-ji                                   | 3 × 3, carré de 18 m, de plain-pied, style hōgyō avec toit hongawarabuki | Début de l'époque de Kamakura, 1192                                                              | Ono (Hyōgo)34° 51′ 51,27″ N, 134° 57′ 39,89″ E        | Wooden building with slightly raised floor, open veranda, red beams, white walls and a pyramid shaped roof.                                                                                             |
| Bâtiment principal (本堂, hondō) | Taisan-ji                                 | 7 × 6, de plain-pied, style irimoya, toit à pignon couvert de tuiles de cuivre | Fin de l'époque de Kamakura, 1285                                                                | Kobe 34° 41′ 47,73″ N, 135° 04′ 02,81″ E              | Wooden building with white walls, vermillion red beams, slightly raised floor and a hip-and-gable roof.                                                                                                 |
| Bâtiment principal (本堂, hondō) | Chōkō-ji                                  | 7 × 7, de plain-pied, style yosemune avec un auvent de 3 ken et toit hongawarabuki | milieu de l'époque de Muromachi, 1413-1428                                                       | Katō (Hyōgo)34° 55′ 56,86″ N, 135° 02′ 37,86″ E       | Wooden building with raised floor and a wide staircase. |
| Taishidō (太子堂) | Kakurin-ji                                | 3 × 3, de plain-pied, style hōgyō, couverture en bardeaux d'écorce de cyprès du Japon | Fin de l'époque de Heian, 1112                                                                   | Kakogawa 34° 45′ 07,66″ N, 134° 49′ 58,14″ E          | Wooden building with a pyramid shaped roof and an open veranda on the fron. A stair leads at one end of the veranda to the building's level.                                                            |
| Bâtiment principal (本堂, hondō), | Kakurin-ji                                | 7 × 6, 17 × 15,2 m, de plain-pied, style irimoya avec toit hongawarabuki | Milieu de l'époque de Muromachi, 1397                                                            | Kakogawa 34° 45′ 08,18″ N, 134° 49′ 57,29″ E          | Wooden building with a hip-and-gable roof an a central staircase leading to the raised floor level. |
| Petite pagode à quatre étages (五重小塔, gojū-no-shōtō),                                                                                       | Kairyūō-ji (海龍王寺)                     | 3 × 3, pagode miniature de 4 m de haut, toit en bois de forme hongawarabuki | Époque de Nara, période Tenpyō                                                                   | Nara                                                  | Pagode miniature avec des murs blancs et des poutres rouge vermillon. |
| Pagode à quatre étages (五重塔, gojūnotō), | Kōfuku-ji                                 | 3 × 3, pagode à quatre étages, deuxième pagode la plus élevée du Japon avec 50,1 m de haut, toit hongawarabuki restauration en 1426 d'une pagode originale de 730, fait partie du patrimoine mondial au titre des monuments historiques de l'ancienne Nara | Milieu de l'époque de Muromachi, 1426                                                            | Nara34° 40′ 56,92″ N, 135° 49′ 56,03″ E               | Wooden five-storied pagoda with white walls. |
| Pagode à deux étages (三重塔, sanjūnotō), | Kōfuku-ji                                 | 3 × 3, pagode à deux étages, toit hongawarabuki, reconstruction au début de l'époque de Kamakura d'une pagode originale de 1143, fait partie du patrimoine mondial au titre des monuments historiques de l'ancienne Nara | Début de l'époque de Kamakura                                                                    | Nara34° 40′ 56,11″ N, 135° 49′ 46,89″ E               | Three-storied wooden pagoda. |
| Bâtiment d'or de l'est (東金堂, tōkondō), | Kōfuku-ji                                 | 7 × 4, de plain-pied, style yosemune avec toit hongawarabuki, le reste des trois salles d'or, reconstruction en 1415 d'une structure originale de 726, fait partie du patrimoine mondial au titre des monuments historiques de l'ancienne Nara | Milieu de l'époque de Muromachi, 1425                                                            | Nara34° 40′ 58,42″ N, 135° 49′ 56,01″ E               | Wooden building with white walls and a trapezoidal roof. |
| Bâtiment octogonal nord (北円堂, hokuendō), | Kōfuku-ji                                 | Bâtiment octogonal, de plain-pied, toit hongawarabuki, reconstruction en 1426 d'un bâtiment original construit en 721 pour célébrer le premier anniversaire de la mort de Fujiwara no Fuhito, fait partie du patrimoine mondial au titre des monuments historiques de l'ancienne Nara | Début de l'époque de Kamakura, 1210                                                              | Nara34° 41′ 00,42″ N, 135° 49′ 47,76″ E               | Small octagonal wooden building with white walls and red beams. |
| Porte niō (二王門, niōmon) | Kinpusen-ji                               | Porte à un étage 三間一戸 (sangen-ikko), style irimoya avec toit hongawarabuki | Milieu de l'époque de Muromachi, 1456                                                            | Yoshino (Nara)                                        | Une porte en bois à un étage avec des murs blancs et des poutres de couleur rouge effacée. Il y a deux statues gardiennes dans les travées latérales de l'étage inférieur.                              |
| Bâtiment principal (本堂, hondō) ou Zaō Hall (蔵王堂, zaōdō)                                                                                   | Kinpusen-ji                               | 5 × 6, de plain-pied, style irimoya avec toit ondulé entourant, couverture en bardeaux d'écorce de cyprès du Japon | Époque Azuchi Momoyama, 1591                                                                     | Yoshino (Nara)                                        | Grand bâtiment en bois avec un toit en croupe et à pignon et un toit entourant ondulé. Il y a une véranda ouverte à claire-voie au-dessus du toit ondulé.                                               |
| Petite pagode à quatre étages (五重小塔, gojū-no-shōtō),                                                                                       | Gangō-ji Gokurakubō (元興寺極楽坊)        | 3 × 3, pagode miniature haute de 5,5 m, toit en bois de forme hongawarabuki, fait partie du patrimoine mondial au titre des monuments historiques de l'ancienne Nara | Époque de Nara, fin du VIIIe siècle                                                              | Nara34° 40′ 39,07″ N, 135° 49′ 52,84″ E               | Wooden miniature five-storied pagoda with white walls. |
| Pièce Zen (禅室, zenshitsu), | Gangō-ji Gokurakubō (元興寺極楽坊)        | 4 × 4, de plain-pied, style kirizuma avec toit hongawarabuki, couverture de tuiles semi-cylindriques lisses et sans jointures (行基葺, gyōgibuki) ; fait partie du patrimoine mondial au titre des monuments historiques de l'ancienne Nara, contient du bois utilisé dans la construction d'Asuka-dera, un des premiers temples bouddhistes au Japon | Début de l'époque de Kamakura                                                                    | Nara34° 40′ 40,65″ N, 135° 49′ 51,59″ E               | Long bâtiment en bois avec des murs blancs. |
| Bâtiment principal (本堂, hondō),, il fait partie du patrimoine mondial au titre des monuments historiques de l'ancienne Nara                  | Gangō-ji Gokurakubō (元興寺極楽坊)        | 6 × 6, de plain-pied, style yosemune, entrée aux extrémités avec pignon, toit hongawarabuki couverture de tuiles semi-cylindriques lisses et sans jointures (行基葺, gyōgibuki), véranda ouverte de 1 ken de large sur le côté avant, contient un 閼伽棚 (akadana) | Début de l'époque de Kamakura, 1244                                                              | Nara34° 40′ 40,57″ N, 135° 49′ 52,7″ E                | Bâtiment en bois avec toit en forme de pyramide et des murs blancs. |
| Bâtiment d'or (金堂, kon-dō) | Murō-ji                                   | 5 × 5, de plain-pied, style yosemune, couverture en bardeaux d'écorce de cyprès du Japon ; bâtiment principal | Début de l'époque de Heian                                                                       | Uda (Nara)                                            | Wooden building. In front of the entrance there is an open veranda constructed on poles. |
| Pagode à quatre étages (五重塔, gojūnotō) | Murō-ji                                   | 3 × 3, pagode à quatre étages, couverture en bardeaux d'écorce de cyprès du Japon | Début de l'époque de Heian                                                                       | Uda (Nara)                                            | Wooden five-storied pagoda with white walls and red beams. |
| Bâtiment principal (本堂, hondō) ou Kanjō Hall (灌頂堂, kanjōdō),                                                                              | Murō-ji                                   | 5 × 5, de plain-pied, style irimoya, couverture en bardeaux d'écorce de cyprès du Japon | Fin de l'époque de Kamakura, 1308                                                                | Uda (Nara)                                            | Wooden building with open railed veranda and slightly raised floor. |
| Bâtiment principal (本堂, hon-dō) | Akishinodera (秋篠寺)                     | 5 × 4, de plain-pied, style yosemune avec toit hongawarabuki | Début de l'époque de Kamakura                                                                    | Nara 34° 42′ 13,57″ N, 135° 46′ 34,28″ E              | Wooden building on a stone platform with white walls. |
| Bâtiment principal (本堂, hon-dō) | Jūrin-in (十輪院)                         | 5 × 4, de plain-pied, style yosemune avec toit hongawarabuki | Début de l'époque de Kamakura                                                                    | Nara 34° 40′ 35,08″ N, 135° 49′ 59,48″ E              | Small wooden building with white walls. |
| Bâtiment principal (本堂, hon-dō), | Shin-Yakushi-ji                           | 7 × 5, de plain-pied, style irimoya avec toit hongawarabuki | Époque de Nara, 747                                                                              | Nara34° 40′ 33,35″ N, 135° 50′ 46,19″ E               | Low and wide wooden building with white walls. |
| Shōsō-in, | Tōdai-ji                                  | maison du trésor, plus ancien exemple subsistant du style de cabine en rondins azekura avec sol surélevé, 9 × 3, 108,4 × 30,5 m, de plain-pied, style yosemune avec toit hongawarabuki | Époque de Nara, vers 756                                                                         | Nara34° 41′ 31,11″ N, 135° 50′ 18,84″ E               | Sombre bâtiment en bois avec plancher surélevé sur des poteaux. |
| Oratoire (拝殿, haiden), | Isonokami-jingū                           | 7 × 4, de plain-pied, style irimoya avec un auvent de 1 ken, couverture en bardeaux d'écorce de cyprès du Japon | Début de l'époque de Kamakura                                                                    | Tenri34° 35′ 52,13″ N, 135° 51′ 07,17″ E              | Wooden building with raised floor, vermillion red beams and railed open veranda. |
| Bâtiment principal (本堂, hon-dō), | Chōkyū-ji (長弓寺)                        | 5 × 6, de plain-pied, style irimoya avec un auvent de 1 ken, couverture en bardeaux d'écorce de cyprès du Japon | Fin de l'époque de Kamakura, 1279                                                                | Ikoma 34° 43′ 06,92″ N, 135° 43′ 38,28″ E             | Wooden building with a raised floor, a hip-and-gable roof and an enclosing open railed veranda. |
| Bâtiment principal (本堂, hon-dō), | Hase-dera                                 | Bâtiment du culte (正堂, shōdō) (7 × 4), avec toit ondulé à l'avant et de chaque côté Ai-no-ma et bâtiment du culte (礼堂, raidō) : 4 × 9, style suspendu, entrée aux extrémités du pignon, relié au shōdō dans le côté arrière, chidori hafu bargeboard de chaque côté, fixé à un niveau sur le côté avant, toit hongawarabuki chaque bâtiment est de plain-pied, style irimoya | Début de l'époque d'Edo, 1650                                                                    | Sakurai34° 32′ 09,27″ N, 135° 54′ 24,51″ E            | Construction en bois avec un grand toit en croupe et à pignon construit sur une colline. En face du bâtiment il y a une plate-forme à claire-voie en bois.                                              |
| Bâtiment d'or (金堂, kon-dō), | Tōshōdai-ji                               | 7 × 4, 27,9 × 14,6 m, de plain-pied, style yosemune avec toit hongawarabuki, bâtiment principal, fait partie du patrimoine mondial au titre des monuments historiques de l'ancienne Nara | Époque de Nara, VIIIe siècle                                                                     | Nara34° 40′ 32,23″ N, 135° 47′ 05,43″ E               | construction en bois avec des murs blancs construits sur une plate-forme de pierre. |
| Maison des Écritures (経蔵, kyōzō) | Tōshōdai-ji                               | Entrepôt de sūtras bouddhistes, 3 × 3, style entrepôt (校倉, azekura), style yosemune avec toit hongawarabuki, fait partie du patrimoine mondial au titre des monuments historiques de l'ancienne Nara | Époque de Nara, VIIIe siècle                                                                     | Nara34° 40′ 32,22″ N, 135° 47′ 07,9″ E                | Petit et sombre bâtiment en bois avec plancher surélevé sur des poteaux. |
| Korō (鼓楼), | Tōshōdai-ji                               | 3 × 2, style rō style irimoya avec toit hongawarabuki avec un tambour pour indiquer l'heure, a aussi servi de reposoir pour sūtra, fait partie du patrimoine mondial au titre des monuments historiques de l'ancienne Nara | Début de l'époque de Kamakura, 1240                                                              | Nara34° 40′ 33,05″ N, 135° 47′ 06,25″ E               | Bâtiment en bois avec des murs blancs et une véranda avec balustrade à l'étage supérieur. |
| Bâtiment des Écritures (講堂, kōdō), | Tōshōdai-ji                               | 9 × 4, de plain-pied, style irimoya avec toit hongawarabuki ; fait à l'origine partie du palais Heijō ; fait maintenant partie du patrimoine mondial au titre des monuments historiques de l'ancienne Nara | Époque de Nara, 763                                                                              | Nara34° 40′ 33,36″ N, 135° 47′ 05,43″ E               | Bâtiment en bois avec des murs blancs et un toit en croupe et à pignon construit sur une plate-forme de pierre.                                                                                         |
| Maison du Trésor (宝蔵, hōzō) | Tōshōdai-ji                               | 3 × 3, style entrepôt (校倉, azekura), style yosemune avec toit hongawarabuki, fait partie du patrimoine mondial au titre des monuments historiques de l'ancienne Nara | Époque de Nara                                                                                   | Nara34° 40′ 32,91″ N, 135° 47′ 07,91″ E               | Petit et sombre bâtiment en bois avec plancher surélevé sur des poteaux. |
| Bâtiment des fondateurs (開山堂, kaizandō), | Tōdai-ji                                  | 3 × 3, de plain-pied, style hōgyō avec toit hongawarabuki, fait partie du patrimoine mondial au titre des monuments historiques de l'ancienne Nara | Début de l'époque de Kamakura, 1200 (temple intérieur), 1250                                     | Nara34° 41′ 20,65″ N, 135° 50′ 36,56″ E               | Bâtiment en bois avec toit en forme de pyramide. |
| Bâtiment d'or (金堂, kondō) du Great Buddha Hall (大仏殿, daibutsuden),                                                                        | Tōdai-ji                                  | 5 × 5, 57 × 50 m, de plain-pied, style yosemune avec toit ondulé entourant, toit hongawarabuki, pignon karahafu en façade, couverture en tuiles de cuivre ; plus grand édifice en bois au monde, fait partie du patrimoine mondial au titre des monuments historiques de l'ancienne Nara | Milieu de l'époque d'Edo, 1705                                                                   | Nara34° 41′ 20,37″ N, 135° 50′ 23,36″ E               | Grand bâtiment en bois avec des murs blancs et des poutres sombres. |
| Shōrō (鐘楼, beffroi), | Tōdai-ji                                  | 1 × 1, carré de 7,6 m, de plain-pied, style irimoya avec toit hongawarabuki ; fait partie du patrimoine mondial au titre des monuments historiques de l'ancienne Nara | Début de l'époque de Kamakura, ère Jōgen                                                         | Nara34° 41′ 19,81″ N, 135° 50′ 31,33″ E               | Petite maison en bois avec un toit en croupe et pignon. La structure est ouverte de toutes parts et une grande cloche est suspendue au centre.                                                          |
| Tegaimon (転害門) | Tōdai-ji                                  | Porte à huit jambes de 3 ken de large avec passage de 1 ken, style kirizuma avec toit hongawarabuki ; fait partie du patrimoine mondial au titre des monuments historiques de l'ancienne Nara | Époque de Nara, vers l'ère Tenpyō-hōji                                                           | Nara34° 41′ 29,84″ N, 135° 50′ 06,29″ E               | porte en bois basse et large avec des murs blancs et un toit à pignon. |
| Nandaimon (南大門), | Tōdai-ji                                  | Grande porte à un étage 5 × 2, 29 × 11 m, avec des entrées dans les trois baies centrales, style irimoya avec toit hongawarabuki, fait partie du patrimoine mondial au titre des monuments historiques de l'ancienne Nara | Début de l'époque de Kamakura, 1199                                                              | Nara34° 41′ 08,83″ N, 135° 50′ 23,51″ E               | Grande porte à un étage en bois avec un toit en croupe et à pignon et des passages dans les trois baies centrales.                                                                                      |
| Nigatsu-dō (二月堂) | Tōdai-ji                                  | Style suspendu, 10 × 7, de plain-pied, style yosemune avec toit hongawarabuki, fait partie du patrimoine mondial au titre des monuments historiques de l'ancienne Nara | Milieu de l'époque d'Edo, 1669                                                                   | Nara34° 41′ 21,39″ N, 135° 50′ 39,33″ E               | Grand bâtiment en bois avec un toit en forme de pyramide. Construit sur une pente de la colline avec une partie du bâtiment et de la véranda soutenue par des poteaux.                                  |
| Hokke-dō (法華堂) ou Sangatsu-dō (三月堂), | Tōdai-ji                                  | 5 ken à l'avant, 8 ken de côté, avant de style irimoya, arrière de style yosemune, toit hongawarabuki, contient un 閼伽棚 (akadana) ; fait partie du patrimoine mondial au titre des monuments historiques de l'ancienne Nara | Époque de Nara, 747 (bâtiment des images (正堂, shōdō)) et 1199 (bâtiment du culte (礼堂, raidō) | Nara34° 41′ 19,43″ N, 135° 50′ 38,54″ E               | Bâtiment en bois avec des murs blancs, un sol en hauteur avec véranda à claire-voie et un toit en croupe et à pignon.                                                                                   |
| Maison des Écritures (本坊経庫, honbōkyōko) | Tōdai-ji                                  | Entrepôt de sūtras bouddhistes, 3 × 2, style enteprôt (校倉, azekura), style yosemune avec toit hongawarabuki, fait partie du patrimoine mondial au titre des monuments historiques de l'ancienne Nara | Époque de Nara                                                                                   | Nara 34° 41′ 09,33″ N, 135° 50′ 26,04″ E              | |
| Rōmon (楼門) | Hannya-ji (般若寺)                        | Porte (1 × 1) à un étage, style irimoya avec toit hongawarabuki | Début de l'époque de Kamakura, vers l'ère Bun'ei                                                 | Nara34° 41′ 59,5″ N, 135° 50′ 08″ E                   | Petit et haute porte en bois avec une véranda à claire-voie à l'étage supérieur et un toit en croupe et à pignon.                                                                                       |
| Pagode à deux étages (三重塔, sanjūnotō) | Hokki-ji                                  | Pagode (3 × 3) à deux étages, toit hongawarabuki, fait partie du patrimoine mondial au titre des monuments bouddhistes de la région de Hōryū-ji | Période Asuka, 706                                                                               | Ikaruga34° 37′ 22,41″ N, 135° 44′ 46,71″ E            | Pagode en bois à deux étages avec des murs blancs et des vérandas à claire-voie sur les étages supérieurs.                                                                                              |
| Couloir est (東廻廊, higashi kairō) et couloir ouest (西廻廊, nishi kairō)                                                                     | Hōryū-ji                                  | 42 ken (couloir est) et 40 ken (couloir ouest) de long (y compris les courbures), de plain-pied, toit hongawarabuki, fait partie du patrimoine mondial au titre des monuments bouddhistes de la région de Hōryū-ji | Période Asuka, vers 700                                                                          | Ikaruga 34° 36′ 51,71″ N, 135° 44′ 05,1″ E            | Un couloir semi-ouvert en bois avec des murs blancs. · Un couloir semi-ouverte en bois avec des murs blancs.                                                                                            |
| Bâtiment d'or (金堂, kondō), | Hōryū-ji                                  | 5 × 4, à un étage, style irimoya avec toit ondulé entourant au premier niveau, toit en bois hongawarabuki avec bardeaux (toit ondulé). Avec la pagode à quatre étages de Hōryū-ji, c'est l'un des plus anciens édifices en bois au monde, bâtiment principal, fait partie du patrimoine mondial au titre des monuments bouddhistes de la région de Hōryū-ji | Période Asuka, vers 693                                                                          | Ikaruga34° 36′ 51,54″ N, 135° 44′ 04,05″ E            | Grand bâtiment en bois avec un toit en croupe et à pignon, deux toits entourant ondulé et une galerie ouverte avec main courante à l'étage supérieur.                                                   |
| Maison des Écritures (経蔵, kyōzō) | Hōryū-ji                                  | Entrepôt de sūtras bouddhistes, 3 × 2, style rō style kirizuma avec toit hongawarabuki, fait partie du patrimoine mondial au titre des monuments bouddhistes de la région de Hōryū-ji | Époque de Nara                                                                                   | Ikaruga34° 36′ 52,52″ N, 135° 44′ 01,82″ E            | Bâtiment en bois à un étage avec des murs blancs et une véranda ouverte avec main courante à l'étage supérieur.                                                                                         |
| Pagode à quatre étages (五重塔, gojūnotō), | Hōryū-ji                                  | Pagode (3 × 3) à quatre étages avec toit ondulé entourant au premier niveau, toit hongawarabuki couvert de bardeaux de bois (toit recourbé) ; est avec le kon-dō de Hōryū-ji un des plus anciens bâtiments en bois du monde et la deuxième plus haute pagode du Japon avec 50 m de haut. Fait partie du patrimoine mondial au titre des monuments bouddhistes de la région de Hōryū-ji | Période Asuka, vers 703                                                                          | Ikaruga34° 36′ 51,38″ N, 135° 44′ 02,81″ E            | Pagode en bois à quatre étages avec des murs blancs. Sous le premier toit, il y a un toit additionnel ondulé.                                                                                           |
| Kōfūzō (綱封蔵) | Hōryū-ji                                  | Grand entrepôt, 9 × 3, de plain-pied, sol surélevé, style yosemune avec toit hongawarabuki, fait partie du patrimoine mondial au titre des monuments bouddhistes de la région de Hōryū-ji | Début de l'époque de Heian                                                                       | Ikaruga34° 36′ 51,98″ N, 135° 44′ 07,54″ E            | Bâtiment en bois avec des murs blancs sur pilotis. |
| Bâtiment aux trois sūtras (三経院, sankyōin) et dortoir de l'ouest (西室, nishimuro),                                                          | Hōryū-ji                                  | 19 × (5 (à l'avant) ou 4 (à l'arrière)), de plain-pied, style kirizuma, entrée aux extrémités du pignon, toit hongawarabuki, un hisashi est réuni à l'avant, avec un auvent de 1 ken couvert de bardeaux d'écorce de cyprès japonais ; fait partie du patrimoine mondial au titre des monuments bouddhistes de la région de Hōryū-ji | Début de l'époque de Kamakura, 1231                                                              | Ikaruga34° 36′ 51,17″ N, 135° 44′ 00,33″ E            | Long bâtiment en bois avec une véranda ouverte avec main courante. |
| Shōrō (鐘楼, beffroi) | Hōryū-ji                                  | 3 × 2, style rō, style kirizuma avec toit hongawarabuki, fait partie du patrimoine mondial au titre des monuments bouddhistes de la région de Hōryū-ji | Milieu de l'époque de Heian, 1005-1020                                                           | Ikaruga34° 36′ 52,87″ N, 135° 44′ 04,52″ E            | Bâtiment en bois à un étage avec des murs blancs et une véranda ouverte jointe avec main courante à l'étage supérieur.                                                                                  |
| Réfectoire (食堂, jikidō) | Hōryū-ji                                  | 7 × 4, de plain-pied, style kirizuma avec toit hongawarabuki, fait partie du patrimoine mondial au titre des monuments bouddhistes de la région de Hōryū-ji | Époque de Nara                                                                                   | Ikaruga34° 36′ 53,02″ N, 135° 44′ 07,91″ E            | Bâtiment en bois avec des murs blancs et toit à double pente à côté d'un bâtiment similaire. |
| Shōryō-in (聖霊院), | Hōryū-ji                                  | 6 × 5, de plain-pied, style kirizuma, entrée aux extrémités du pignon, toit hongawarabuki, un hisashi à l'avant avec un auvent de 1 ken, couverture de bardeaux d'écorce de cyprès du Japon ; bâtiment dédié à l'âme du prince Shōtoku, fait partie du patrimoine mondial au titre des monuments bouddhistes de la région de Hōryū-ji | Début de l'époque de Kamakura, 1284                                                              | Ikaruga34° 36′ 51,39″ N, 135° 44′ 05,96″ E            | Bâtiment en bois avec véranda ouverte à claire-voie, toit à pignon et auvent jointe. |
| Bâtiment octogonal ouest (西円堂, saiendō), | Hōryū-ji                                  | Bâtiment octogonal de plain-pied avec toit hongawarabuki, fait partie du patrimoine mondial au titre des monuments bouddhistes de la région de Hōryū-ji | Début de l'époque de Kamakura, 1250                                                              | Ikaruga34° 36′ 52,78″ N, 135° 43′ 58,93″ E            | A small wooden octagonal building with white walls on a stone platform. |
| Grand bâtiment de lecture (大講堂, daikōdō),                                                                                                   | Hōryū-ji                                  | 9 × 4, 33,8 × 16,5 m, de plain-pied, style irimoya avec toit hongawarabuki, plus ancien bâtiment encore existant avec toit caché (en) ; fait partie du patrimoine mondial au titre des monuments bouddhistes de la région de Hōryū-ji | Milieu de l'époque de Heian, 990                                                                 | Ikaruga34° 36′ 53,22″ N, 135° 44′ 03,03″ E            | Wide and low wooden building with white walls and a hip-and gable roof. |
| Porte intérieure (中門, chūmon) | Hōryū-ji                                  | Porte à un étage (4 × 3) avec entrée par les deux travées centrales, style irimoya avec toit hongawarabuki, fait partie du patrimoine mondial au titre des monuments bouddhistes de la région de Hōryū-ji | Période Asuka, vers 700                                                                          | Ikaruga34° 36′ 50,41″ N, 135° 44′ 03,51″ E            | Grande porte à un étage avec un toit en croupe et à pignon et une véranda ouverte à claire-voie à l'étage supérieur. Il y a deux statues gardiennes de chaque côté du passage.                          |
| Shōrō (鐘楼, beffroi) | Hōryū-ji (Enceinte est (東院, tōin)       | 3 × 2, jupe évasée en partie inférieure (袴腰, hakamagoshi), style irimoya avec toit hongawarabuki, fait partie du patrimoine mondial au titre des monuments bouddhistes de la région de Hōryū-ji | Début de l'époque de Kamakura                                                                    | Ikaruga34° 36′ 52,75″ N, 135° 44′ 19,18″ E            | Petit ouvrage en forme de tour en bois avec une partie inférieure évasée et un toit en croupe et à pignon.                                                                                              |
| Denpōdō (伝法堂), | Hōryū-ji (Enceinte est (東院, tōin)       | 7 × 4, de plain-pied, style kirizuma avec toit hongawarabuki, salle de lecture, fait partie du patrimoine mondial au titre des monuments bouddhistes de la région de Hōryū-ji | Époque de Nara                                                                                   | Ikaruga34° 36′ 53,1″ N, 135° 44′ 19,93″ E             | |
| Bâtiment des rêves (夢殿, yumedono), | Hōryū-ji (Enceinte est (東院, tōin)       | Grande salle octogonale dans laquelle est conservé le fameux Guze Kannon, de plain-pied, chaque côté fait 4,2 m de long, toit hongawarabuki, fait partie du patrimoine mondial au titre des monuments bouddhistes de la région de Hōryū-ji | Époque de Nara, 739                                                                              | Ikaruga34° 36′ 51,91″ N, 135° 44′ 20,19″ E            | Grand bâtiment octogonal en bois avec des murs blancs. |
| Dortoir est (東室, higashimuro) | Hōryū-ji                                  | 12 × 4, de plain-pied, style kirizuma avec toit hongawarabuki, logements pour les prêtres de haut rang, fait partie du patrimoine mondial au titre des monuments bouddhistes de la région de Hōryū-ji | Époque de Nara                                                                                   | Ikaruga34° 36′ 52,2″ N, 135° 44′ 05,89″ E             | Long bâtiment en bois avec des murs blancs. |
| Tōdaimon (東大門) | Hōryū-ji                                  | Porte à huit jambes de 3 ken de large, style kirizuma avec toit hongawarabuki, principale porte est, fait partie du patrimoine mondial au titre des monuments bouddhistes de la région de Hōryū-ji | Époque de Nara                                                                                   | Ikaruga34° 36′ 49,89″ N, 135° 44′ 12,08″ E            | Porte en bois avec des murs blancs, poutres rouges et un toit à pignon. |
| Nandaimon (南大門), | Hōryū-ji                                  | Porte à huit jambes de 3 ken de large, style irimoya avec toit hongawarabuki, principale porte au sud, fait partie du patrimoine mondial au titre des monuments bouddhistes de la région de Hōryū-ji | Milieu de l'époque de Muromachi, 1438                                                            | Ikaruga34° 36′ 45,89″ N, 135° 44′ 04,26″ E            | Porte en bois avec des murs blancs et un toit en croupe et à pignon. |
| Tōindō (東院堂), | Yakushi-ji                                | 7 × 4, de plain-pied, style irimoya avec toit hongawarabuki, bâtiment de la méditation, reconstruit en 1285, plus ancien de son genre au Japon, fait partie du patrimoine mondial au titre des monuments historiques de l'ancienne Nara | Fin de l'époque de Kamakura, 1285                                                                | Nara34° 40′ 04,64″ N, 135° 47′ 06,66″ E               | Bâtiment en bois avec des murs blancs et un sol légèrement surélevé. |
| Pagode est (東塔, tōtō), | Yakushi-ji                                | Pagode à deux étages (3 × 3), chacun avec toit ondulé entourant, fait partie du patrimoine mondial au titre des monuments historiques de l'ancienne Nara | Époque de Nara, 730                                                                              | Nara34° 40′ 05,18″ N, 135° 47′ 04,88″ E               | Three storied wooden pagoda with white walls. Additional pent roofs on every floor give the appearance of twice as many floors, i.e. six floors.                                                        |
| Bâtiment principal (本堂, hon-dō), | Ryōsen-ji                                 | 5 × 6, de plain-pied, style irimoya avec un auvent de 1 ken, toit hongawarabuki | Fin de l'époque de Kamakura, 1283                                                                | Nara34° 40′ 25,01″ N, 135° 44′ 32,46″ E               | Wooden building with hip-and-gable roof, slightly raised floor, white walls and an open railed veranda.                                                                                                 |
| Bâtiment octogonal (八角堂, hakkakudō), | Eisan-ji (榮山寺)                         | Bâtiment octogonal de plain-pied, toit hongawarabuki | Époque de Nara, ère Tenpyō-hōji, VIIIe siècle                                                    | Gojō 34° 21′ 21,25″ N, 135° 43′ 16,22″ E              | |
| Pagode ouest (西塔, saitō) | Taima-dera                                | 3 × 3, pagode à deux étages avec toit hongawarabuki | Début de l'époque de Heian, IXe siècle                                                           | Katsuragi34° 30′ 55,49″ N, 135° 41′ 40,24″ E          | Wooden three-storied pagoda with white walls and dark beams. |
| Pagode est (東塔, tōtō) | Taima-dera                                | 3 × 3, pagode à deux étages, toit hongawarabuki | Début de l'époque de Nara, VIIIe siècle                                                          | Katsuragi34° 30′ 55,13″ N, 135° 41′ 44,58″ E          | Two pagodas on a mountain slope. |
| Bâtiment principal (本堂, hondō) ou Mandaradō (曼荼羅堂)                                                                                       | Taima-dera                                | 7 × 6, de plain-pied, style yosemune avec toit hongawarabuki, abrite un grand mandala (39,7 × 39,1 cm), contient un 閼伽棚 (akadana) | Fin de l'époque de Heian, 1161                                                                   | Katsuragi34° 30′ 57,83″ N, 135° 41′ 40,91″ E          | Wide and low wooden building with trapezoidal roof, raised floor, white walls and a railed veranda. |
| Tahōtō (多宝塔) | Kongōsanmai-in (金剛三昧院)               | Tour bouddhiste à un étage (3 × 3), couverture en bardeaux d'écorce de cyprès du Japon | Début de l'époque de Kamakura, 1223                                                              | Kōya, Wakayama 34° 12′ 34,95″ N, 135° 35′ 13,9″ E     | A two-storied pagoda shaped tower with a square base and a round upper story. The walls are faded white and the beams faded red.                                                                        |
| Fudōdō (不動堂) | Kongōbu-ji                                | 3 × 4, de plain-pied, style irimoya avec un (3)[Quoi ?] ken hisashi attaché au côté droit (gauche)[Quoi ?], avec un auvent de 1 ken, couverture en bardeaux d'écorce de cyprès du Japon ; salle dédiée à la divinité Fudō Myōō | Début de l'époque de Kamakura                                                                    | Kōya, Wakayama 34° 12′ 47,17″ N, 135° 34′ 49,43″ E    | Bâtiment en bois avec un toit en croupe et à pignon et auvent. Une plus courte allée est fixée sur le côté droit.                                                                                       |
| Tahōtō (多宝塔) ou daitō (大塔) | Negoro-ji                                 | Grande tour bouddhiste (5 × 5) à un étage avec toit hongawarabuki | Fin de l'époque de Muromachi, Ère Meiō-ère Tenbun                                                | Iwade34° 17′ 16,36″ N, 135° 19′ 02,76″ E              | Une grande tour à un étage en forme de pagode avec une base carrée et un étage supérieur rond. Les murs sont blancs et les poutres rouge fané.                                                          |
| Shakadō (釈迦堂) | Zenpuku-in (善福院)                       | Toit entourant ondulé (3 × 3), style yosemune avec toit hongawarabuki, bâtiment dans lequel une statue de Bouddha est vénérée | Fin de l'époque de Kamakura, 1327                                                                | Kainan 34° 07′ 50,12″ N, 135° 10′ 38″ E               | Bâtiment en bois avec toit entourant ondulé ajouté. |
| Tahōtō (多宝塔) | Chōhō-ji                                  | Tour bouddhiste à deux étages (3 × 3) | Début de l'époque de Muromachi, 1357                                                             | Kainan34° 06′ 32,21″ N, 135° 09′ 56,85″ E             | Petit bâtiment en bois à un étage en forme de pagode avec une base carrée et un étage supérieur rond.                                                                                                   |
| Daimon (大門), | Chōhō-ji                                  | Rōmon, style irimoya avec toit hongawarabuki | Début de l'époque de Muromachi, 1388                                                             | Kainan 34° 06′ 28,12″ N, 135° 09′ 55,87″ E            | |
| Bâtiment principal (本堂, hon-dō), | Chōhō-ji                                  | 5 × 5, de plain-pied, style irimoya avec un auvent de 1 ken, toit hongawarabuki | Fin de l'époque de Kamakura, 1311                                                                | Kainan34° 06′ 32,77″ N, 135° 09′ 56,34″ E             | Bâtiment en bois avec sol légèrement surélevé, murs blancs et un toit en croupe et à pignon. |
| Pagode à deux étages (三重塔, sanjūnotō) | Kōjō-ji (向上寺)                          | Pagode à deux étages (3 × 3), toit hongawarabuki | Milieu de l'époque de Muromachi, 1432                                                            | Onomichi34° 18′ 24,81″ N, 133° 05′ 12,04″ E           | Pagode à deux étages avec des murs blancs et des poutres rouges. Il y a des vérandas à claire-voie aux étages supérieurs.                                                                               |
| Tahōtō (多宝塔), | Jōdo-ji (浄土寺)                          | Tour bouddhiste à un étage (3 × 3), toit hongawarabuki | Fin de l'époque de Kamakura, 1319                                                                | Onomichi34° 24′ 42,54″ N, 133° 12′ 39,53″ E           | Bâtiment en bois à un étage en forme de pagode avec une base carrée et un plancher supérieure rond, murs blancs et poutres rouges.                                                                      |
| Bâtiment principal (本堂, hon-dō), | Jōdo-ji (浄土寺)                          | 5 × 5, de plain-pied, style irimoya avec un auvent de 1 ken et toit hongawarabuki | Fin de l'époque de Kamakura, 1327                                                                | Onomichi34° 24′ 43,39″ N, 133° 12′ 39,05″ E           | Bâtiment en bois avec plancher surélevé, murs blancs, poutres rouges, un toit en croupe et à pignon et un auvent au-dessus de l'escalier.                                                               |
| Bâtiment d'or (金堂, kon-dō) | Fudō-in (不動院)                          | 3 × 4, toit ondulé entourant, style irimoya, couverture en bardeaux d'écorce de cyprès du Japon ; bâtiment principal | Fin de l'époque de Muromachi, 1540                                                               | Hiroshima34° 25′ 37,25″ N, 132° 28′ 16,02″ E          | Grand bâtiment en bois avec un toit en croupe et à pignon et un toit entourant ondulé. |
| Pagode à quatre étages (五重塔, gojūnotō) | Myōō-in                                   | Pagode à quatre étages (3 × 3) de 4,4 m de côté pour 29,1 m de haut, toit hongawarabuki | Début de l'époque de Muromachi, 1348                                                             | Fukuyama34° 28′ 41,82″ N, 133° 20′ 45,15″ E           | Pagode à quatre étages avec des murs blancs et des poutres rouges. |
| Bâtiment principal (本堂, hon-dō), | Myōō-in                                   | 5 × 5, 11,8 × 11,8 m de plain-pied, style irimoya avec un auvent de 1 ken, toit hongawarabuki | Fin de l'époque de Kamakura, 1321                                                                | Fukuyama34° 28′ 42,56″ N, 133° 20′ 45,17″ E           | Bâtiment en bois avec des murs blancs, poutres rouges et un toit en croupe et à pignon. |
| Bâtiment du Bouddha (仏殿, butsuden) | Kōzan-ji                                  | 3 × 3, style irimoya, toit ondulé entourant, couverture en bardeaux d'écorce de cyprès du Japon | Fin de l'époque de Kamakura, 1320                                                                | Shimonoseki 33° 59′ 44,16″ N, 130° 58′ 54,42″ E       | Grand bâtiment en bois avec un toit ondulé entourant ajouté. |
| Pagode à quatre étages (五重塔, gojūnotō), | Rurikō-ji (瑠璃光寺)                      | Pagode à quatre étages (3 × 3), toit couvert de bardeaux d'écorce de cyprès du Japon | Milieu de l'époque de Muromachi, 1442                                                            | Yamaguchi34° 11′ 24,65″ N, 131° 28′ 22,5″ E           | Pagode en bois à quatre étages avec des murs blancs. |
| Bâtiment principal (本堂, hondō), | Motoyama-ji                               | 5 × 5, de plain-pied, style yosemune avec un auvent de 3 ken, toit hongawarabuki | Fin de l'époque de Kamakura, 1300                                                                | Mitoyo 34° 08′ 22,91″ N, 133° 41′ 38,74″ E            | Petit bâtiment en bois avec un toit trapézoïdal. |
| Porte niō (二王門, niōmon) | Ishite-ji                                 | Rōmon de 3 ken de large, style irimoya, toit hongawarabuki | Fin de l'époque de Kamakura, 1318                                                                | Matsuyama (Ehime) 33° 50′ 51,11″ N, 132° 47′ 47,58″ E | Petite porte en bois avec deux statues gardiennes dans les baies extérieures. |
| Bâtiment principal (本堂, hon-dō) | Taisan-ji                                 | 7 × 9, 16,4 × 21 m, de plain-pied, style irimoya, toit hongawarabuki, plus grand édifice du bouddhisme ésotérique | Fin de l'époque de Kamakura, 1305                                                                | Matsuyama (Ehime)33° 53′ 06,05″ N, 132° 42′ 53,86″ E  | Bâtiment en bois avec un toit en croupe et à pignon. |
| Bâtiment principal (本堂, hon-dō) | Taihō-ji                                  | 3 × 4, de plain-pied, style yosemune, toit hongawarabuki | Fin de l'époque de Kamakura                                                                      | Matsuyama (Ehime)33° 50′ 30,37″ N, 132° 44′ 31,88″ E  | |
| Bâtiment de Yakushi (薬師堂, yakushidō) | Buraku-ji (豊楽寺)                        | 5 × 5, de plain-pied, style irimoya, couverture en bardeaux d'écorce de cyprès du Japon | Fin de l'époque de Heian, 1151                                                                   | Ōtoyo, Kōchi                                          | Bâtiment en bois avec un toit en croupe et à pignon. |
| Bâtiment du trésor du grand meneur (大雄宝殿, daiyūhōden)                                                                                      | Sōfuku-ji                                 | 5 × 4, un étage, style irimoya, toit hongawarabuki | Début de l'époque d'Edo, 1646                                                                    | Nagasaki                                              | Bâtiment en bois peint en rouge avec un toit en croupe et à pignon. |
| Daiippōmon (第一峰門) | Sōfuku-ji                                 | Porte de style chinois à quatre jambes, style irimoya, toit hongawarabuki | Début de l'époque d'Edo, 1644                                                                    | Nagasaki                                              | Petite porte en bois peinte en rouge, vert et bleu. Des planches portant des caractères chinois sont jointes à la la porte.                                                                             |
| Ōdō (大堂), | Fuki-ji                                   | 3 × 4, de plain-pied, style hōgyō, toit hongawarabuki avec tuiles de couverture semi-cylindriques lisses et sans jointure (行基葺, gyōgibuki) | Fin de l'époque de Heian                                                                         | Bungotakada33° 32′ 16,45″ N, 131° 31′ 42,79″ E        | Simple bâtiment en bois avec sol légèrement surélevé et toit en forme de pyramide. |

### Général
1. 1 2 3 4 5 6  Les structures classées Trésors nationaux de Zuiryū-ji (Toyama) (瑞龍寺?) sont inscrits comme Trésor national unique sous un seul numéro d'enregistrement. Ce n'est que dans le tableau principal « Trésors » de cet article que l'entrée unique est divisée en trois parties pour une meilleure lisibilité.
2. ↑  Les statues représentent les neuf stades du nirvana[26]
3. ↑  Les éléments suivants sont joints à la nomination :
  - quatre 棟札 (munafuda?) avec des informations sur la construction du bâtiment,
  - une tablette votive (納札, nōsatsu?),
  - six parties d'une ancienne main courante,
  - six pièces de bois ancien,
  - deux pièces d'anciens raccords métalliques d'ornement
4. ↑  La nomination comprend le hall d'entrée et une pièce dans l'allée du nord.
5. 1 2 3 4 5  Deux 棟札 (munafuda?) avec des informations sur la construction du bâtiment sont joints à la nomination.
6. 1 2 3 4 5 6 7 8 9 10 11 12 13 14  Un 棟札 (munafuda?) avec des informations sur la construction du bâtiment est joint à la nomination.
7. ↑  Trois planches d'inscriptions (銘札) et cinq 棟札 (munafuda?) avec des informations sur la construction du bâtiment sont joints à la nomination.
8. ↑  Deux anciens dessins et deux 棟札 (munafuda?) avec des informations sur la construction du bâtiment sont joints à la nomination.
9. 1 2 3 4 5 6 7 8  Un sanctuaire miniature est joint à la nomination.
10. ↑  La nomination comprend un autel bouddhiste butsudan et un 棟札 (munafuda?) avec des informations sur la construction du bâtiment.
11. ↑  Un hōkyōintō est joint à la nomination.
12. ↑  Trois dais et sanctuaires sont joints à la nomination.
13. 1 2  Un sanctuaire miniature est attaché à la nomination.
14. ↑  Une tuile de toiture concave et une autre convexe sont jointes à la nomination.
15. ↑  Un sanctuaire miniature et cinq 棟札 (munafuda?) avec des informations sur la construction du bâtiment sont joints à la nomination.
16. ↑  Trois sanctuaires miniatures sont joints à la nomination.
17. ↑  L'entrée du bâtiment et quatre 棟札 (munafuda?) avec des informations sur la construction du bâtiment sont joints à la nomination.
18. ↑  Un sanctuaire miniature, trois anciennes poutres d'arête et trois 棟札 (munafuda?) avec des informations sur la construction du bâtiment sont joints à la nomination.
19. ↑  Un couloir est joint à la nomination.
20. ↑  Huit portes (板扉, itatobira?) faites d'une seule planche en bois épais et une paire d'ornements de toit phoenix sont joints à la nomination.
21. ↑  L'entrée du bâtiment et trois 棟札 (munafuda?) avec des informations sur la construction du bâtiment sont joints à la nomination.
22. ↑  Un autel bouddhiste (仏壇, butsudan?) est joint à la nomination.
23. ↑  Un sanctuaire miniature avec deux panneaux de bois est joint à la nomination.
24. ↑  Une boîte en bois avec deux rouleaux portatifs du Sūtra du Lotus et deux chapeaux de chevrons sont joints à la nomination.
25. ↑  Huit 小壁 (kokabe?) murs de l'ancien sanctuaire intérieur et un 棟札 (munafuda?) avec des informations sur la construction du bâtiment sont joints à la nomination.
26. ↑  Une cloche de vent (風鐸, fūtaku?) est jointe à la nomination.
27. ↑  La nomination comprend un sanctuaire miniature, un autel bouddhiste butsudan et un 棟札 (munafuda?) avec des informations sur la construction du bâtiment.
28. ↑  La nomination comprend un sanctuaire miniature et un autel bouddhiste butsudan.
29. ↑  Six 棟札 (munafuda?) avec des informations sur la construction du bâtiment sont joints à la nomination.
30. ↑  Trois arêtes de toiture (野棟木, nomunagi?) sont jointes à la nomination.
31. ↑  Divers éléments sont joints à la nomination :
  - deux 棟札 (munafuda?) avec des informations sur la construction du bâtiment ;
  - une large tuile de toiture concave presque rectangulaire (平瓦) de 1648 ;
  - trois pages de plans de construction pour le hon-dō ;
  - quatre pages de plans pour le complexe Hase-dera ;
  - un catalogue des coûts de construction.
32. ↑  Vingt-deux pièces de construction sont jointes à la nomination.
33. ↑  Quatre entretoises « cuisse de grenouille » (蟇股, kaerumata?) et une paire de 高座[Quoi ?] sont jointes à la nomination.
34. ↑  Un dais et un sanctuaire miniature sont joints à la nomination.
35. ↑  Une partie du cadre original est jointe à la nomination.
36. ↑  Une poutre de l'ancien squelette du toit et deux 棟札 (munafuda?) avec des informations sur la construction du bâtiment sont joints à la nomination.
37. ↑  Un épi de faîtage et un 棟札 (munafuda?) avec des informations sur la construction du bâtiment sont joints à la nomination.
38. ↑  Une large tuile concave presque rectangulaire (平瓦) est jointe à la nomination.
39. ↑  Des restes du bassin de rosée ancien au bas de l'épi de faîtage sont joints à la nomination.
40. ↑  Une devise encadrée (扁額, hengaku?) est jointe à la nomination.
41. ↑  Un sūtra inséré dans le faîteau de la pagode est joint à la nomination.
42. ↑  Un sanctuaire miniature, deux 棟札 (munafuda?) avec des informations sur la construction du bâtiment et deux pages d'une carte composée sont joints à la nomination.
43. ↑  Un sanctuaire miniature et trois 棟札 (munafuda?) avec des informations sur la construction du bâtiment sont joints à la nomination.
44. ↑  Un bloc de palier carré est attaché à la nomination.
45. ↑  Trois sanctuaires miniatures et une partie d'un faîtage sont joints à la nomination.
46. ↑  Un sanctuaire miniature et un 棟札 (munafuda?) avec des informations sur la construction du bâtiment sont joints à la nomination.
47. ↑  Une partie d'un faîtage ancien est jointe à la nomination.

### Architecture
1. 1 2 3 4 5 6 7 8  Hōgyō-zukuri (宝形造) : toit en forme de pyramide sur un bâtiment carré[32]
2. 1 2 3 4 5 6 7 8 9 10 11 12 13 14 15 16 17 18 19 20 21 22 23 24 25 26 27 28 29 30 31 32 33 34 35 36 37 38 39 40 41 42 43 44 45 46 47 48 49 50 51 52 53 54 55 56 57 58 59 60 61 62 63 64 65 66 67 68 69 70 71 72 73 74 75 76 77 78 79 80 81 82 83 84 85 86 87 88 89 90 91 92 93 94 95 96  Hongawarabuki (本瓦葺) : toit de tuiles plates composé de grandes tuiles concaves et de tuiles semi-cylindriques convexes recouvrant les joints des premières[33]
3. 1 2 3 4 5 6 7 8 9 10 11 12 13 14 15 16 17 18 19 20 21  Kirizuma-zukuri (切妻造) : toit à pignon avec des longueurs égales de l'arête à l'avant-toit[35]
4. 1 2 3 4 5 6 7 8 9 10 11 12 13 14 15 16 17 18 19 20 21 22 23 24 25 26 27 28 29 30 31 32 33 34 35 36 37 38 39 40 41 42 43 44 45 46 47 48 49 50 51 52 53 54 55 56 57 58 59 60 61 62 63 64 65 66 67 68 69 70 71 72 73  Irimoya-zukuri (入母屋造) : toit à croupe et à pignon associant une crête et deux frontons à pignon sur la partie supérieure avec un toit à croupe des quatre côtés de la partie inférieure du toit[36]
5. 1 2  Tochibuki (栩葺) : type de toiture en planches dans lequel de longues planches d'environ 1 à 3 cm d'épaisseur et 60 cm de long sont fendues et fixées avec un chevauchement considérable[41],[42]
6. 1 2 3 4 5 6 7 8 9 10 11 12 13 14 15 16 17 18 19 20 21 22 23  Mokoshi (裳階) : toit ondulé entourant, généralement profond de 1 ken[44]
7. 1 2 3 4 5 6  Karahafu (唐破風) : gable ondulant s'écoulant vers le bas à partir de la partie centrale supérieure avec les courbes convexes de chaque côté puis qui se changent en courbes concaves qui se stabilisent ou se tournent vers le haut au niveau des extrémités[48]
8. 1 2 3 4 5 6 7 8 9 10 11 12 13 14 15 16 17 18 19 20 21 22 23 24 25 26  Yosemune-zukuri (寄棟造) : toit à croupe où l'avant et arrière sont trapézoïdaux et les côtés de forme triangulaire ; généralement utilisé au Japon pour les bâtiments de moindre importance[53]
9. 1 2  Nokikarahafu (軒唐破風) : pignon karahafu ondulé à l'avant-toit[48]
10. 1 2 3 4  Shikyakumon (四脚門) : porte de plain-pied avec deux piliers principaux en ligne avec l'arête de la toiture et une paire de poteaux de soutènement carrés (« jambes ») de chaque côté. En général avec un toit à pignon[71]
11. 1 2 3 4  Hakkyakumon (八脚門) : porte de plain-pied avec quatre piliers principaux en ligne avec l'arête du toit et quatre piliers d'appui carrés (« jambes ») de chaque côté. En général avec un toit à pignon[76]
12. 1 2  Sangawarabuki (桟瓦葺) : tuile de toiture combinant un carreau large concave avec une tuile semi-cylindrique convexe pour ne faire qu'une tuile. La tuile est carrée, ondulée de concave à convexe[84]
13. ↑  Chidori hafu (千鳥破風), litt. « pignon pluvier » : lucarne décorative sur lucarnes de forme triangulaire avec de fortes courbes concaves[119]
14. 1 2 3  Rō-zukuri (楼造) : haute porte avec une véranda peu profonde et une balustrade qui lui donne l'apparence d'une porte à un étage[123]